# Fotografové Šumavy

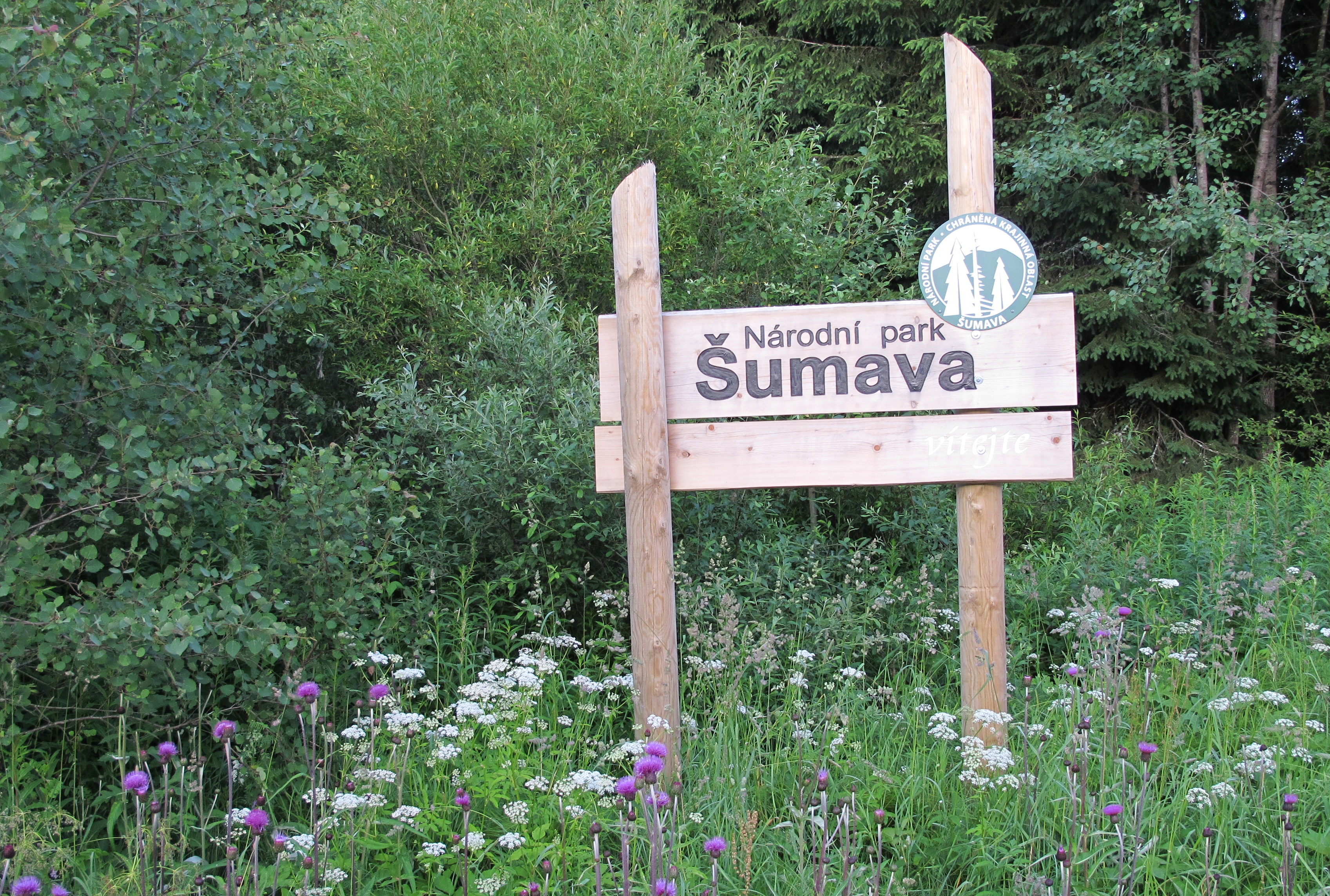
Národní park Šumava

Fotografové Šumavy – téma přírody, lidí a fotografie spolu nedílně a úzce souvisí. Od druhé poloviny 19. století se na Šumavě začali pohybovat místní i vzdálení, amatérští i profesionální fotografové, kteří se snažili zachytit nejen neopakovatelný přírodní svět tohoto regionu, ale na svých fotografiích zachytit i tvrdý život místních lidí spolu s výsledky jejich ekonomické (průmyslové) i architektonické (stavební) činnosti.

## Úvod
Objevování Šumavy z pohledu fotografií a fotografů šlo ruku v ruce s postupně se zintenzivňováním turistického ruchu v této oblasti i když je třeba konstatovat, že oproti Krkonošům (kde se turistika a lyžování začaly rozvíjet již v 90. letech 19. století) byla Šumava v tomto směru poněkud opožděná. V dobách Rakousko-Uherské monarchie bylo osídlení Šumavy intenzivnější než dnes (rok 2020) a tak se šumavské motivy staly tematicky přitažlivé pro mnohé fotografy. Již za života spisovatele Karla Klostermanna (1848–1923) první fotografové přibližovali na svých snímcích nejen romantickou šumavskou krajinu (především šumavská jezera a prameniště řeky Vltavy), ale i nelehký život a práci zdejších obyvatel (zemědělců, dřevorubců, dělníků zaměstnaných na pilách, v hamrech a ve sklárnách).

## Osobnosti

### Ignác Kranzfelder
Autorem nejspíše prvního fotografického cyklu snímků ze Šumavy byl Ignác Kranzfelder (1849–1930) – původně kočující fotograf, jenž se usadil později na Chebsku, Domažlicku a Klatovsku Jeho nejstarší záběry zachycovaly stavbu železnice Plzeň–Železná Ruda, která se odehrávala v letech 1874 až 1877. Později se Ignác Kranzfelder věnoval také fotografování místních šumavských sídel a průmyslových podniků.

### František Fridrich

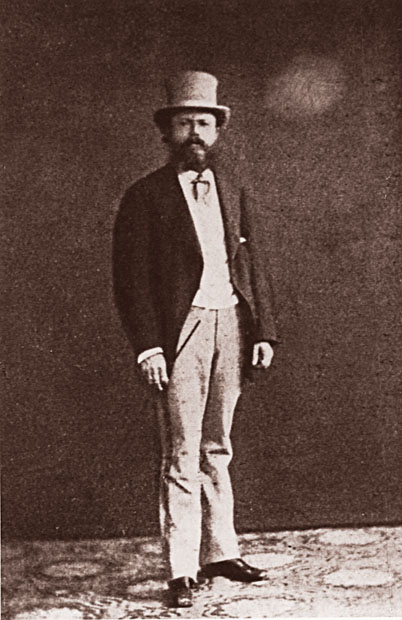
František Fridrich (1829–1892)

Zhruba ve stejné době, co fotografoval na Šumavě Ignác Kranzfelder, pořizoval svoje snímky turisticky přitažlivých míst Šumavy významný pražský fotograf (a fotograf lázeňských měst) František Fridrich (1829–1892). Pruský fotograf František Fridrich přináležel k tehdy nejvýznamnějším vydavatelům fotografií v celém Rakousko-Uhersku, Šumava jej nejspíše přitahovala a z časového odstupu vícera záběrů Prokopova hostince a penzionu na Špičáku lze soudit, že sem jezdil zřejmě opakovaně i za účelem rekreace. Oba fotografové (jak Ignác Kranzfelder, tak i František Fridrich) se věnovali především zhotovování fotografických vizitek a stereofotografií pro uložení do alb, ale oba shodně tvořili i velké formáty, určené (podobně jako grafické listy) k zavěšení na zeď.

### Jindřich Eckert

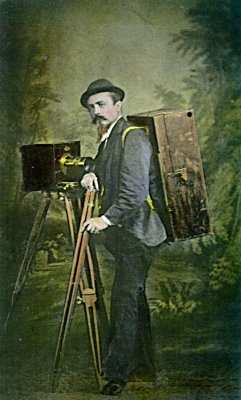
Jindřich Eckert (1833–1905)

Rozsáhlý cyklus snímků Šumavy (z let 1881 až 1882) vytvořil Jindřich Eckert (1833–1905) – významný český fotograf 19. století a první fotograf české krajiny. Na rozdíl od většiny fotografů nezachycoval na svých snímcích v exteriéru jen historické a přírodopisné pamětihodnosti, ale zaměřil se (jako první v českých zemích) tematicky na samotnou šumavskou krajinu (mnohdy pořizoval snímky i zcela anonymních míst, jenž považoval za krásné a zajímavé). Jeho dva soubory se jmenují Upomínka na Šumavu I. a Upomínka na Šumavu II. Celkem se jedná o 47 snímků ve foliovém formátu, vizitky a kabinetky a okolo 25 kontaktních pozitivů; celý cyklus je datován do rozmezí let 1880 až 1882.

Jindřich Eckert – ukázka fotografií Šumavy (z let 1880 až 1882) z „Scheufler collection“
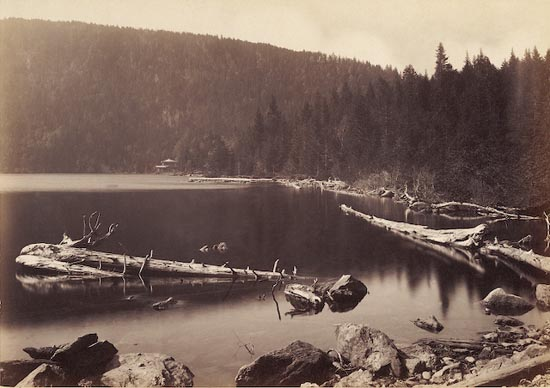
Černé jezero
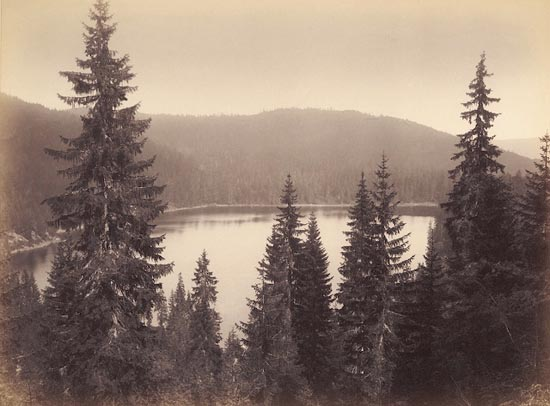
Čertovo jezero
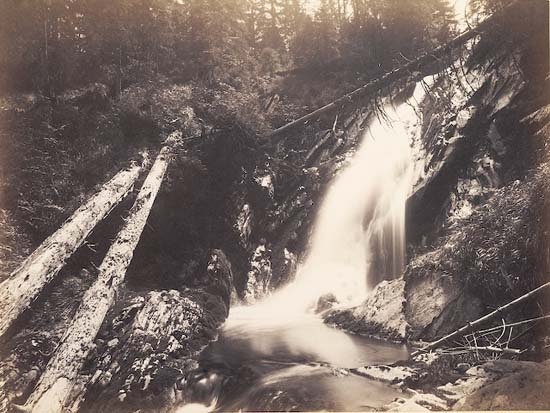
Vodopád v Bílé strži
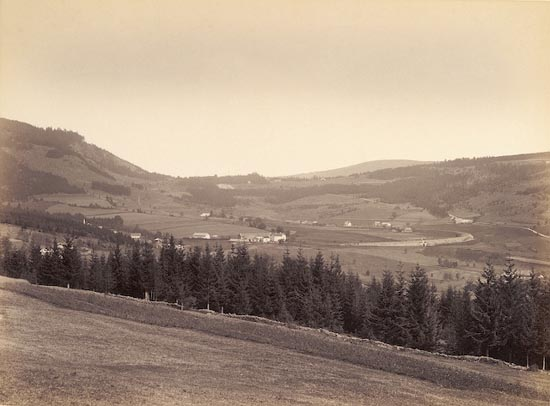
Hora Pancíř a Špičák
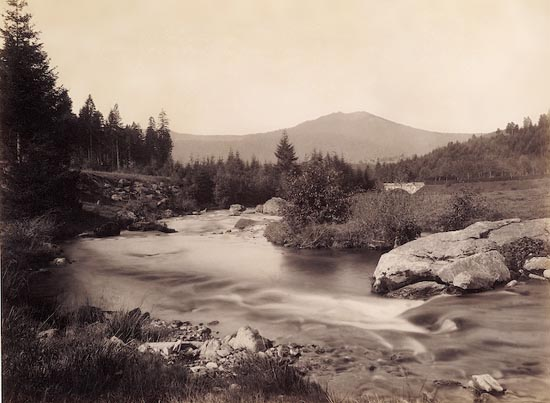
Velký Javor (Großer Arber) v Bavorsku
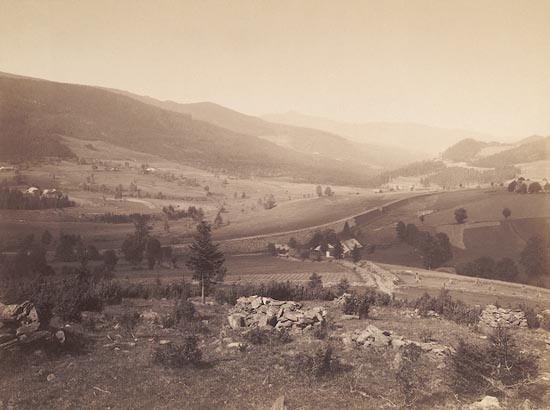
Hora Ostrý (Osser) v Bavorsku

### Místně usedlí šumavští fotografové
Kromě fotografů – turistů – již koncem 19. století (v době, kdy na Šumavě fotografoval František Fridrich) působili na Šumavě i místní fotografové, kteří se živili většinou zhotovováním portrétních fotografií (tzv. fotografických vizitek jenž se objevily po roce 1859). „Objednávkou jištěné“ zakázky tohoto typu preferovali tito fotografové hromadně před okrajovým (sporadickým) pořizováním fotografií památek, kde byl zdroj příjmu vždy nejistý a závisel na následné organizaci a komerční úspěšnosti finálního prodeje. Ke specializaci na exteriérové snímky šumavských pamětihodností se tak dostali v 90. letech 19. století jen někteří z nich.

#### Franz Veits
Nejspíše prvním fotografem, který žil na Šumavě, byl Franz Veits (1830–1906). Měl praxi v malování na sklo, následně vystudoval v Praze malířskou akademii a v roce 1864 se přiženil do selské usedlosti ve Volarech. První fotografické portréty Franze Veitse pocházejí z roku 1868.

#### Emil Wangemann
Nejspíše prvním fotografem v Prachaticích byl Emil Wangemann, jenž zde působil minimálně čtyři roky a to od roku 1866 do roku 1870, kdy je uváděn jako fotograf v soupisu obyvatel Prachatic z roku 1866. Podle záznamů v Okresním archivu měl ateliér v Husově ulici č. p. 68 (tehdy se ulice jmenovala Školní) v centru města a po jeho působení zbylo jen několik rodinných fotografií označených jeho firmou a adresou Wangemannova fotoateliéru.

#### Ignác Josef Schächtl

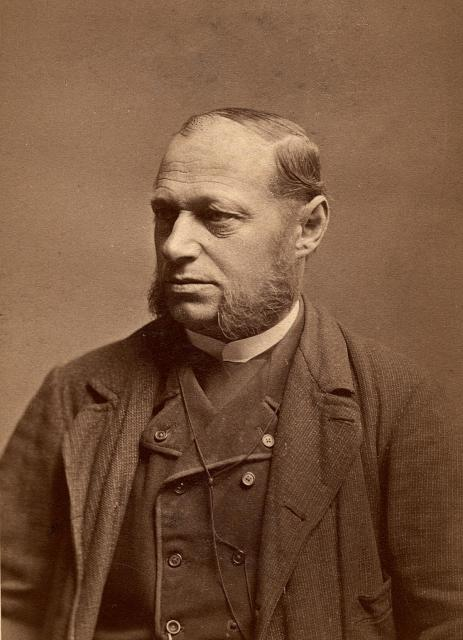
Ignác Josef Schächtl (1840–1911)

V Prachaticích působil (a pořizoval fotografie města a prachatických památek) v první polovině 70. let 19. století fotograf Ignác Josef Schächtl (1840–1911). (Kromě Prachatic provozoval ještě jeden fotoateliér v Nepomuku.) Po smrti jeho manželky Antonie (na jaře 1874) se ovdovělý Ignác Josef Schächtl dne 6. listopadu 1875 v Prachaticích znovu oženil. Jeho druhou manželkou byla Kateřina Šťastná z Kojetic. Obdobně jako Emil Wangemann i Ignác Josef Schächtl z Prachatic odešel a později se stal významným fotografem Táborska. Se svojí manželkou Kateřinou se Schächtl odstěhoval do Tábora, kde ke dni 30. května 1876 zahájil svoji fotografickou živnost.

#### Umělecká rodina Quastů
Historicky významní a první sušičtí fotografové byli spojeni s uměleckou rodinou Quastů. Roku 1875 si v Sušici otevřel Ferdinand Konrád Quast (1843–1877) pobočku rodinného podniku, který již měl v Písku. Po smrti (sebevraždě) Ferdinanda Konráda Quasta (1843–1877) provozoval samostatný ateliér v Sušici jeho bratr Gustav Adolf Quast (1846–1894). Ten pořizoval fotografie nejen samotného města Sušice, ale i blízké části Šumavy. Se sušickým ateliérem je svázána i významná písecká fotografka Karolína Anna Quastová (1850, Praha – 1941, Písek), která po odchodu svého bratra Gustava Adolfa Quasta ze Sušice místní ateliér nějakou dobu vedla. S retušováním negativů v sušickém ateliéru pomáhala i její sestra Konstancie Quastová (1862–1903, Sušice, sebevražda). Tato retušérka pracovala i ve fotoateliéru v Písku; v roce 1903 se v Sušici otrávila. Kolorování a retušování fotografií pro písecký fotoateliér zajišťovala zřejmě i Karolínina sestra Anna Quastová provdaná Stossová (* 1847).

Někteří členové početné umělecké rodiny Quastů
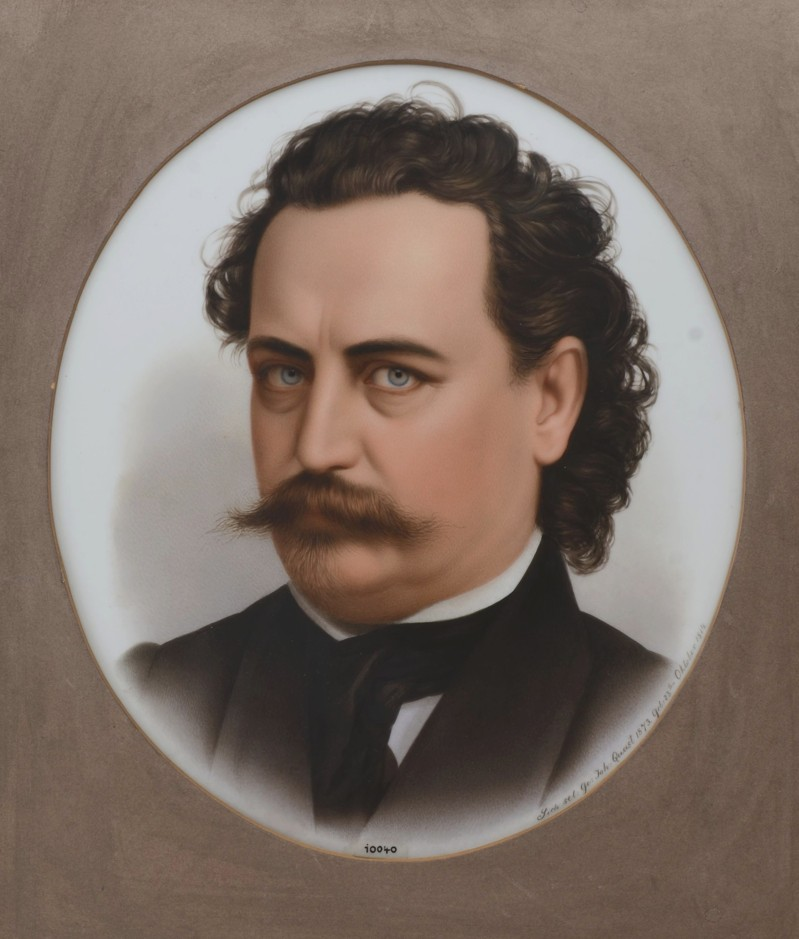
Jan Zachariáš Quast
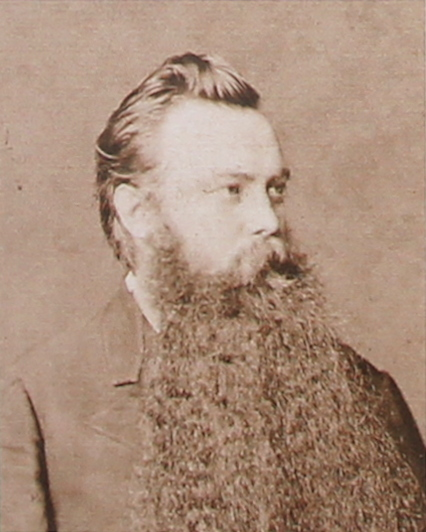
Ferdinand Konrad Quast
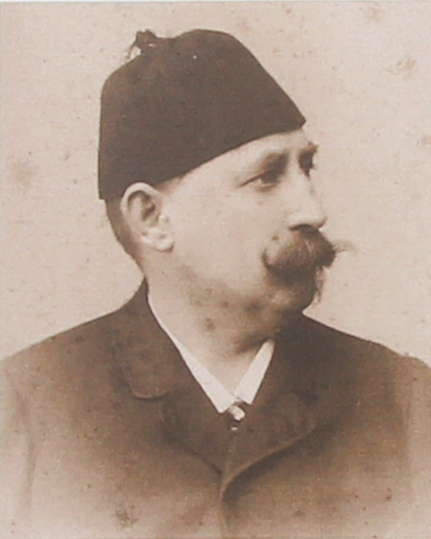
Gustav Adolf Quast
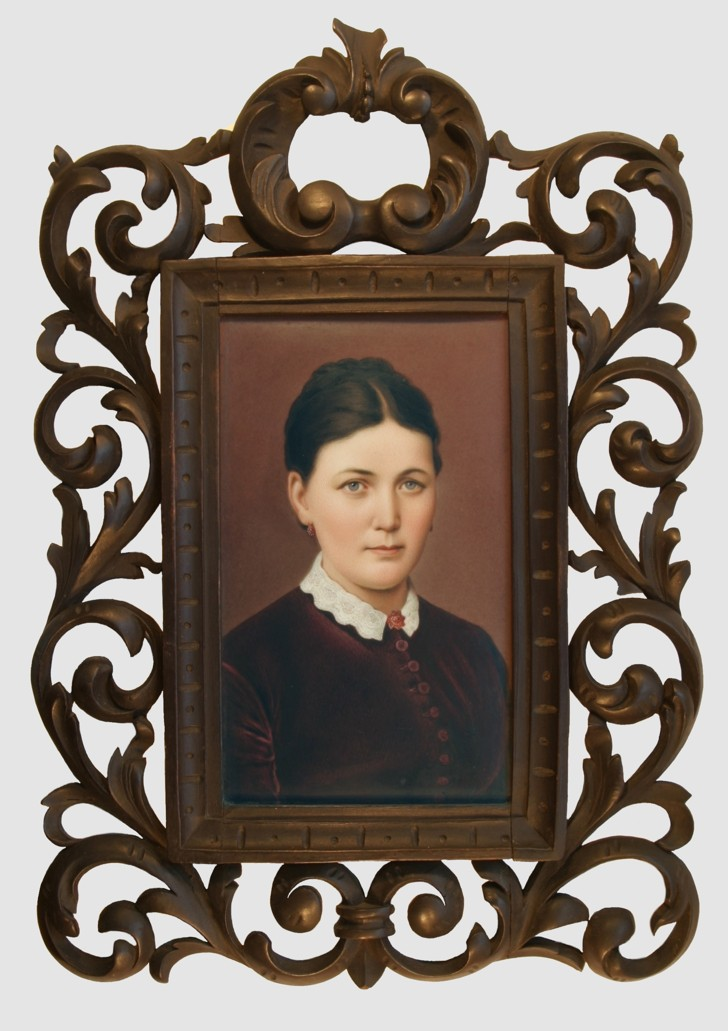
Karolína Anna Quastová

Na přelomu 19. a 20. století byli (až do druhé světové války) dalšími sušickými fotografy: Václav Trojan, Christian Smidt (Chrysostom Šmidt), Jaroslav O. Šrámek a Jaroslav Javůrek. (Jaroslav Javůrek získal praxi u Jaroslava O. Šrámka a v roce 1911 si ve dvorku domu u sušického náměstí otevřel svůj vlastní samostatný fotoateliér.)

#### Josef Woldan a M. Kopecký

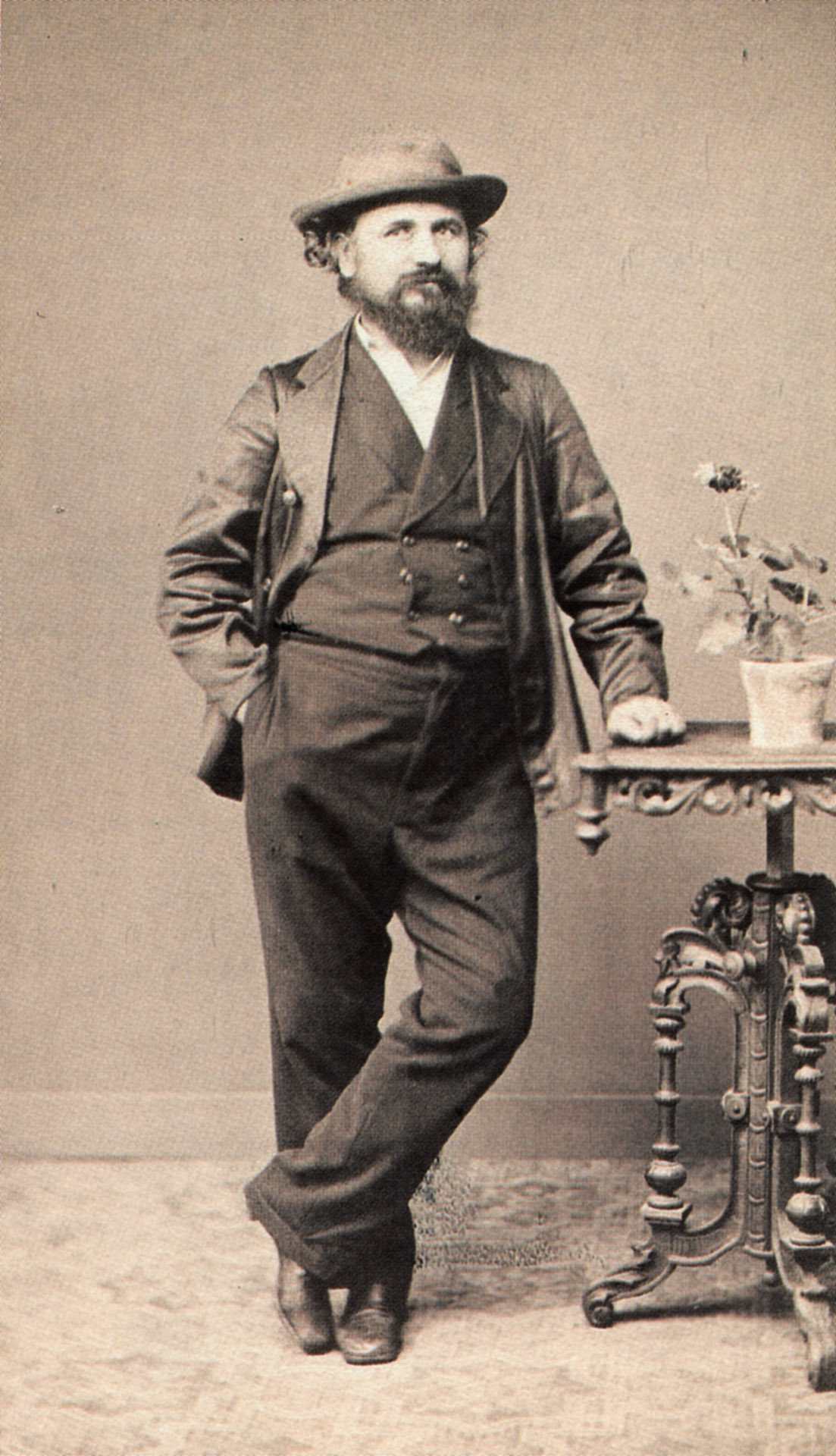
Josef Woldan (1834–1891)

Nezanedbatelnou roli v historii fotografování Šumavy sehrálo německé sdružení vysídlenců, které (pod názvem Der Deutscher Böhmerwaldbund) bylo založeno dne 17. dubna 1884 v Českých Budějovicích po vzoru Německé školní asociace (německy Deutscher Schulverein) „na podporu germanismu na Šumavě“. A byla to zřejmě právě tato organizace, kdo si údajně v roce 1886 objednal u renomovaného českobudějovického fotografa Josefa Woldana (1834–1891) sérii snímků ze Šumavy. Tyto snímky (ve třech formátech, ale nejčastěji jako kabinetky) distribuoval jak sám jejich autor (Josef Woldan), tak i místní českobudějovický knihkupec a nakladatel Ludolf Edmund Hansen (1845–1903). Tytéž snímky byly vystavovány i v turistických klubech s cílem pobídnout jejich členy k návštěvě a objevování krás Šumavy. Tatáž organizace (Der Deutscher Böhmerwaldbund) vydala v roce 1888 prvního velkého průvodce Šumavou, ve kterém byly použity také některé fotografie pořízené Josefem Woldanem. Zhruba ve stejné době vydal svou sérii „50 pohledů ze Šumavy“ i fotograf M. Kopecký (Kopetzky) (1846–????) z Vimperka. Oba zmínění fotografové (Josef Woldan a M. Kopecký) jsou historicky řazeni mezi první velké fotografy Šumavy a to především díky systematickému fotografickému zmapování celého regionu. (Jejich fotografický odkaz čítá asi 300 záběrů.)

Ukázky kabinetek amatérského fotografa Jana Kopeckého (M. Kopeckého)
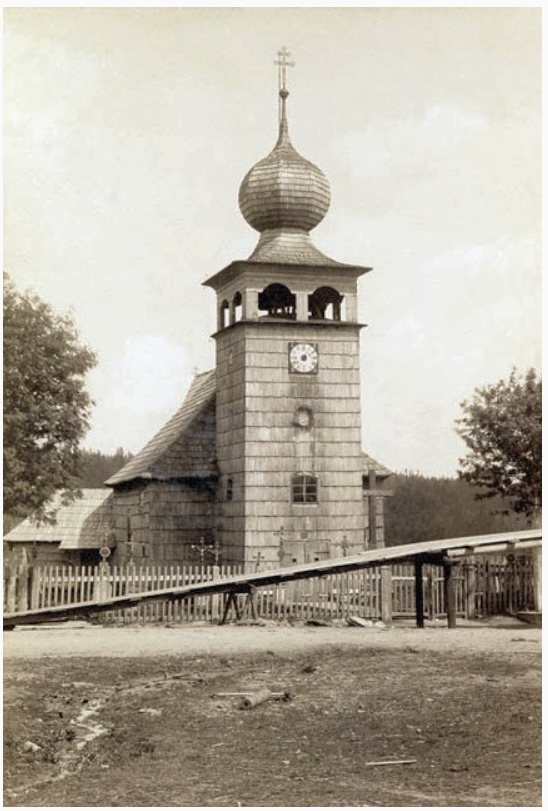
Kostel sv. Štěpána na Kvildě kolem roku 1885
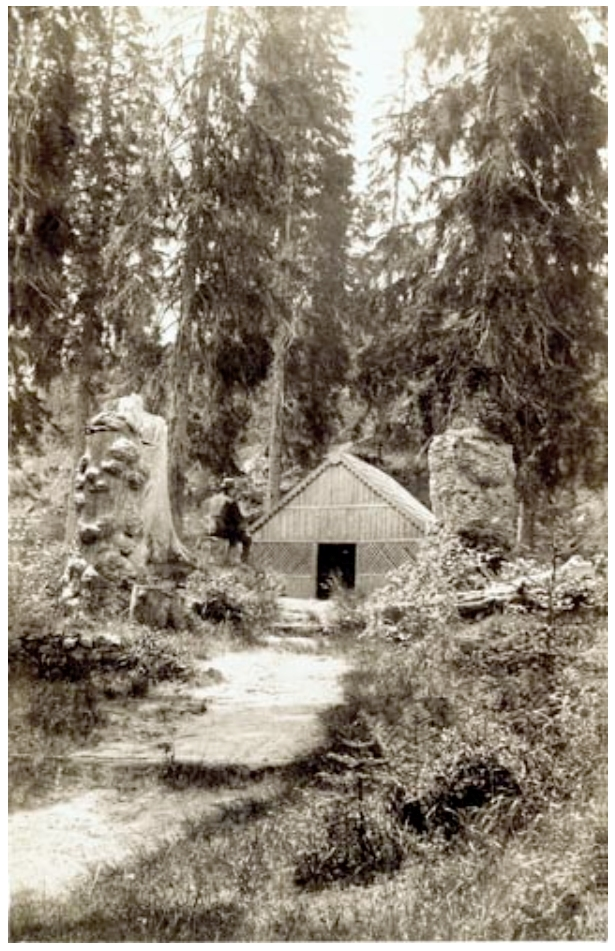
Pramen Vltavy kolem roku 1886

#### Bernhard Johannes

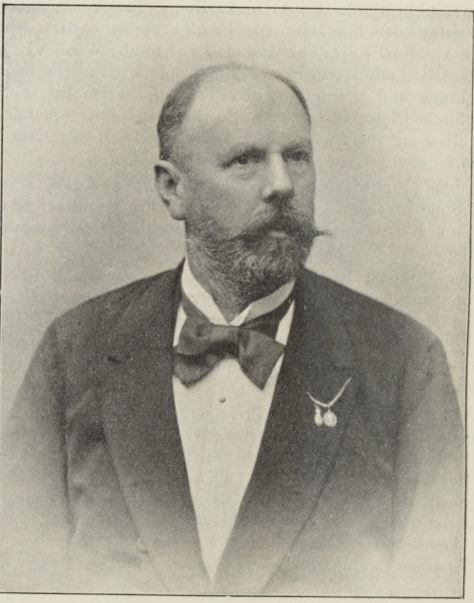
Bernhard Johannes (1846–1899)

V létě roku 1887 pozvala německá organizace Waldverein (sekce z bavorského města Passau) na Šumavu německého průkopníka alpské fotografie Bernharda Johannese (1846–1899) z Meranu. Tatáž organizace pak ještě v témže roce (1887) vydala soubor Johannesových velkoformátových světlotisků.

#### Gotthard Zimmer
Větší množství portrétních fotografů se objevilo ve významnějších centrech na Šumavě (a v Pošumaví) až v 80. letech 19. století v době, kdy se živnost „fotografování“ komerčně dostatečně „stabilizovala“. Do Volar přišel začátkem roku 1880 jako vandrující fotograf Gotthard Zimmer (1847–1886) označovaný jako „fotograf z Vídně“. Ve Volarech působil jen krátce, přešel do Českého Krumlova, kde se trvale usadil. V Českém Krumlově v zahradě v Linecké ulici č.p. 64 provozoval svůj fotografický ateliér. Gotthard Zimmer se krom portrétních fotografií zabýval i pořizováním fotografických pohledů ze Šumavy. Ve vydávání této komodity měl v polovině 80. let 19. století významné postavení. Gotthard Zimmer zemřel v roce 1886 ve věku 39 let a fotoateliér vedla po jeho smrti dva roky (až do roku 1888) jeho ovdovělá manželka Karolina.

#### Josef Wolf

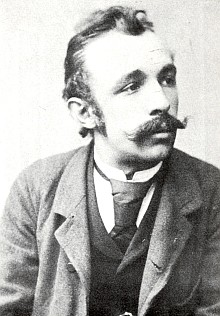
Josef Wolf (1864–1938)

V roce 1881 vstoupil ke Gotthardu Zimmerovi do učení fotograf Josef Wolf (1864–1938). Ten po svém vyučení vandroval po fotografických ateliérech v Evropě a nakonec se vrátil do rodného Českého Krumlova. V roce 1891 (po skončení své evropské pouti „na zkušenou“) si v Českém Krumlově otevřel svoji vlastní fotografickou živnost (fotoateliér i malé nakladatelství). Ve svém ateliéru působil Josef Wolf po celý svůj zbytek života a Wolfův podnik pak po jeho smrti pokračoval dál v rodovém dědictví. Po smrti Josefa Wolfa v roce 1938 převzali fotografický obchod jeho tři synové: Walter (* 1895), Josef (* 1900) a Franz (* 1907).

Josef Wolf – ukázky z fotografické tvorby
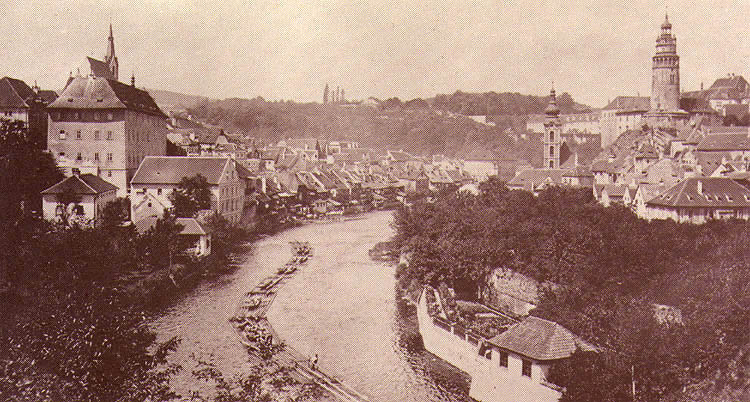
Český Krumlov, řeka Vltava s vory, vpravo Anniwarterovská zahrada (před rokem 1925)
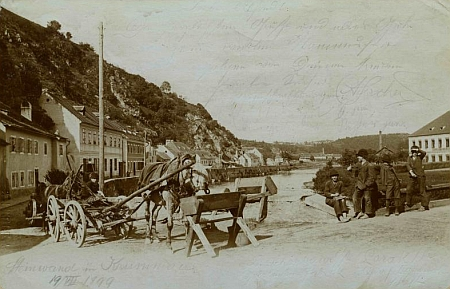
Českokrumlovská ulice „Pod Kamenem“ (kolem roku 1900)
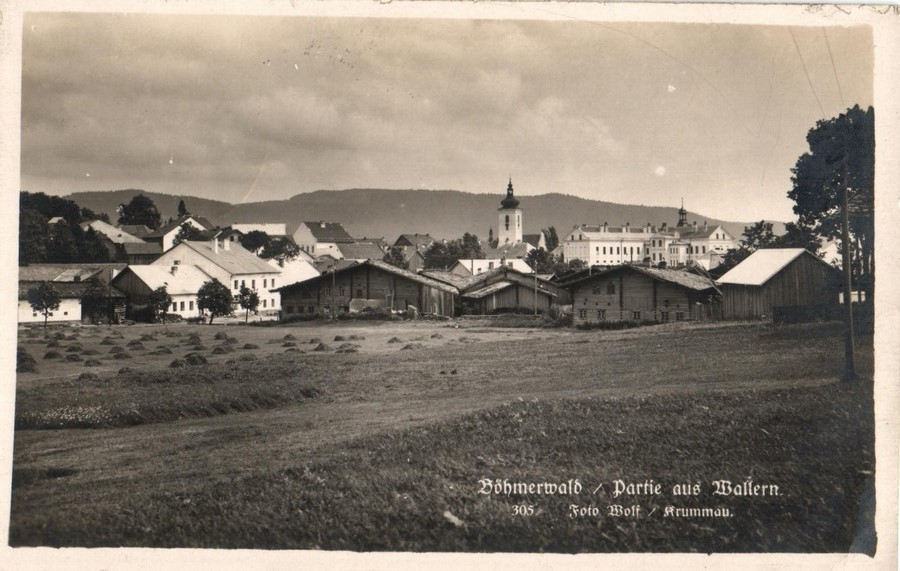
Volary, historická pohlednice
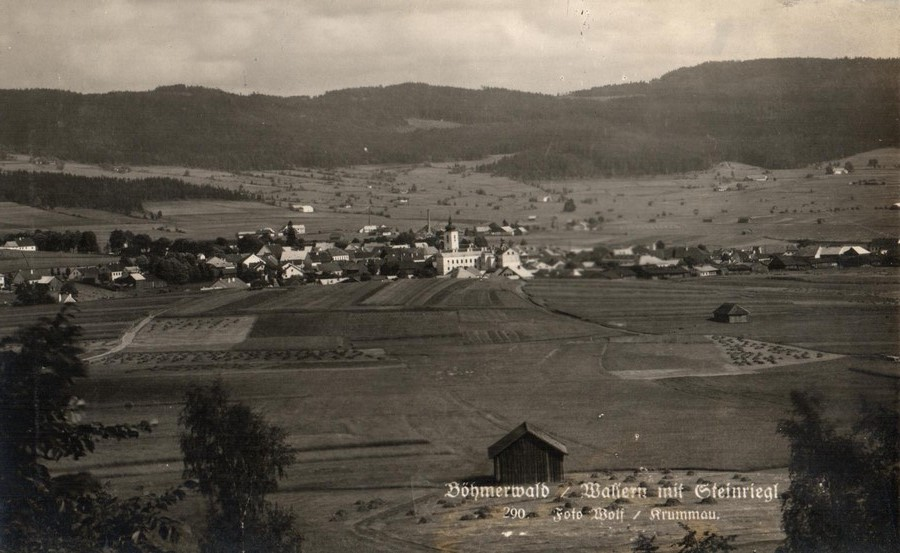
Volary, historická pohlednice
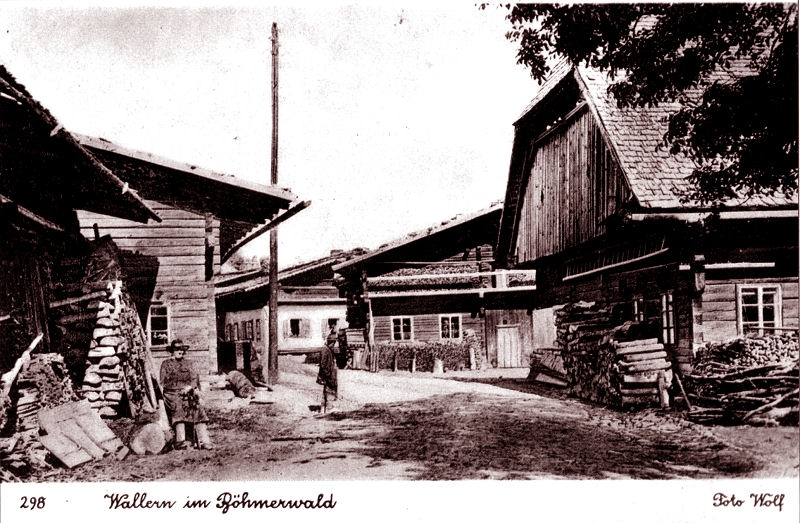
Volary, historická pohlednice
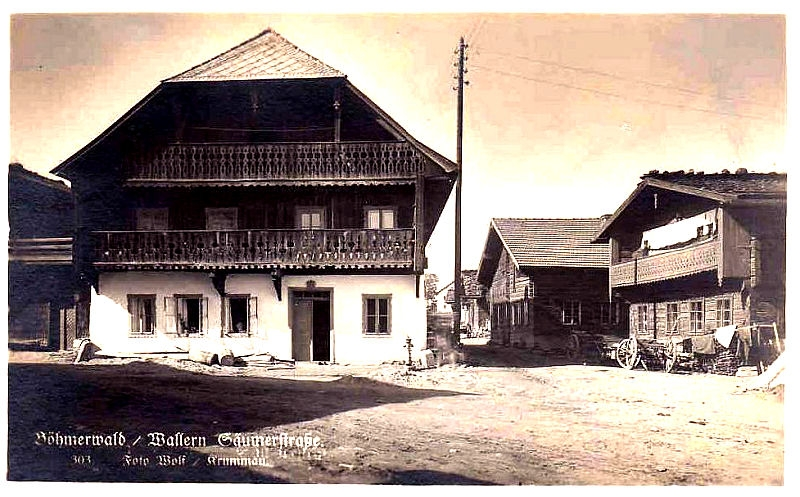
Volary, historická pohlednice

#### Josef Seidel

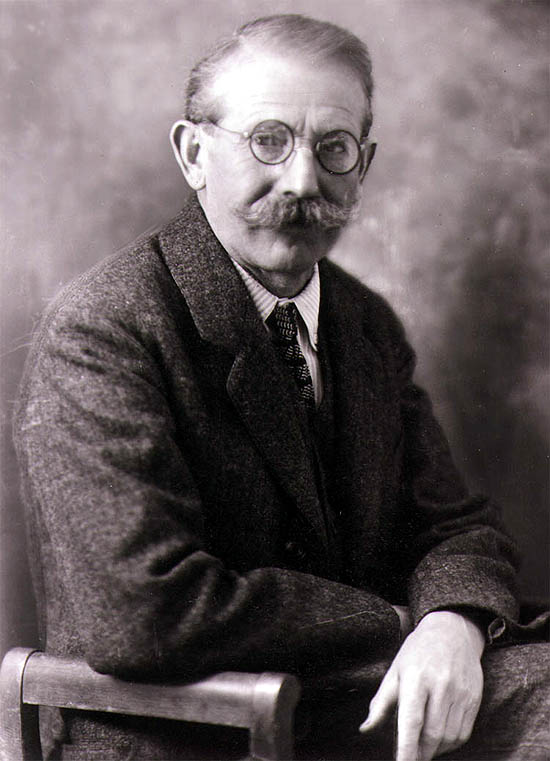
Josef Seidel (1859–1935)

Po smrti Gottharda Zimmera se stal vedoucím (od roku 1888) Zimmerova fotografického atelieru Josef Seidel (1859–1935). Josef Seidel byl všestranný fotograf a je fotografickými historiky (společně s Josefem Wolfem) zařazen mezi nejvýznamnější osobnosti šumavské fotografie. V atelieru, který v roce 1890 převzal, působil Josef Seidel po celý svůj zbytek života a Seidelův podnik pak po jeho smrti pokračoval dál v rodovém dědictví. Po smrti Josefa Seidela roku 1935 převzal jeho archiv a pokračoval v českokrumlovském fotoateliéru (v otcových intencích) jeho syn František Seidel (1908–1997).

Josef Seidel – ukázka fotografií Šumavy ze sbírek Muzea Fotoateliér Seidel
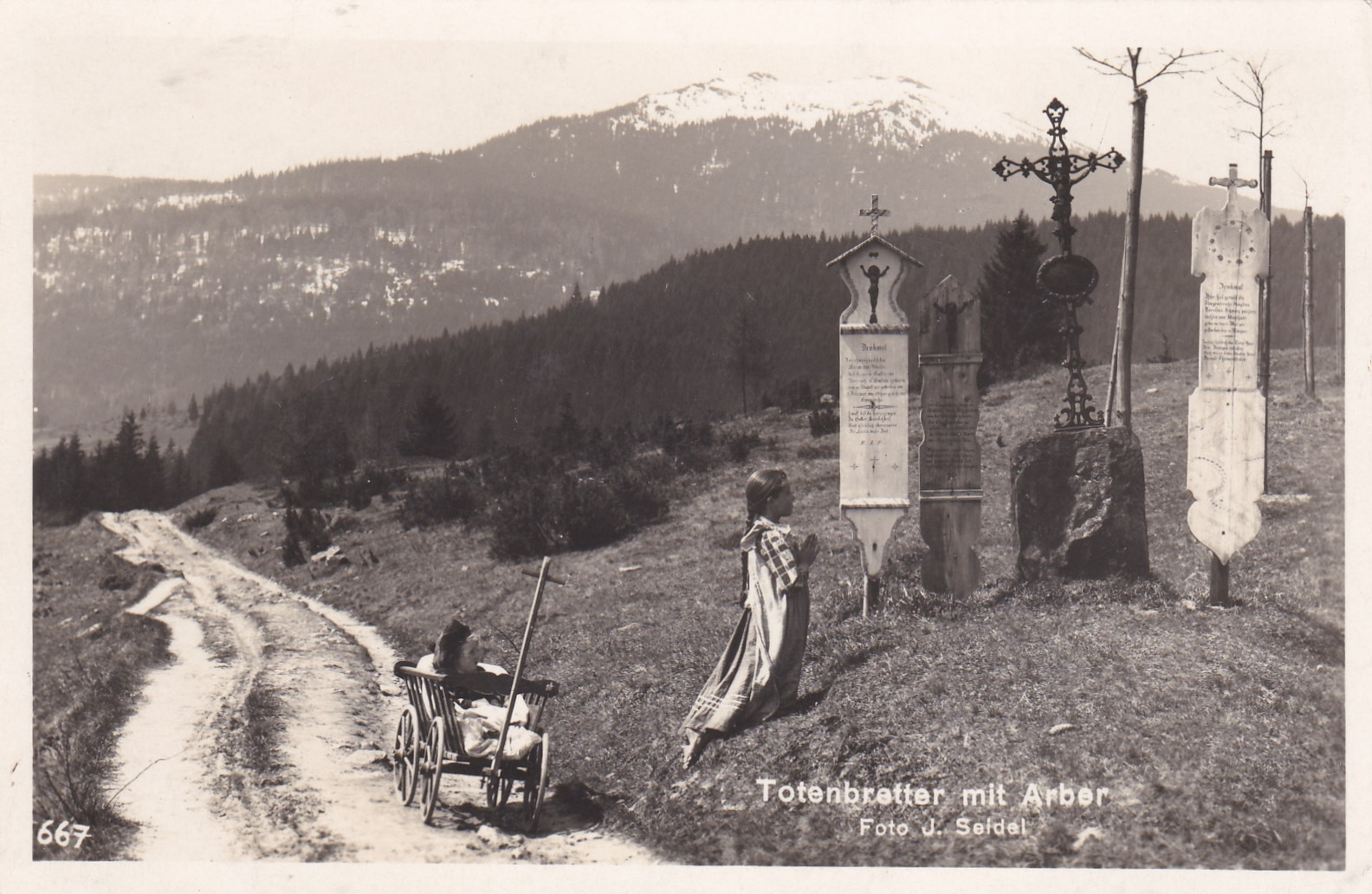
Umrlčí prkna s Velkým Javorem v pozadí (1915 až 1930)
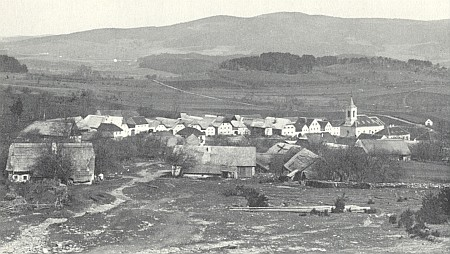
Vitěšovice (německy Kriebaum) – zaniklá obec ve vojenském újezdu Boletice (1924)
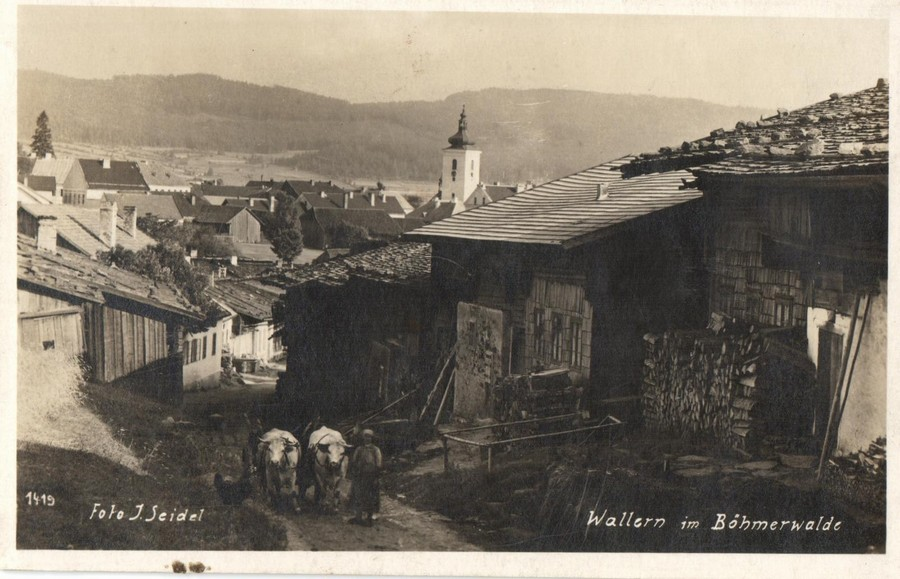
Volary, historická pohlednice
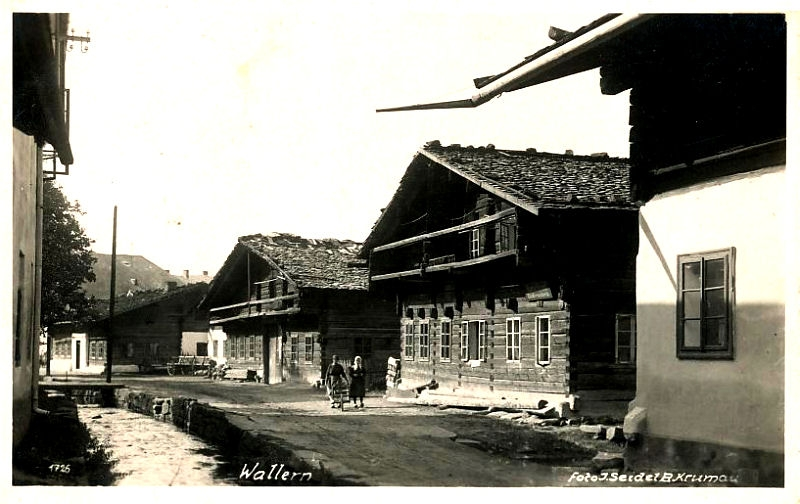
Volary, historická pohlednice
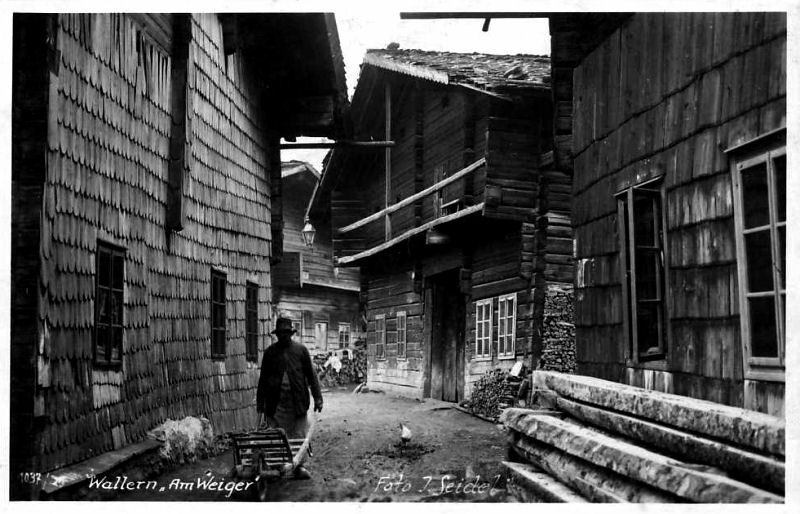
Volary, historická pohlednice
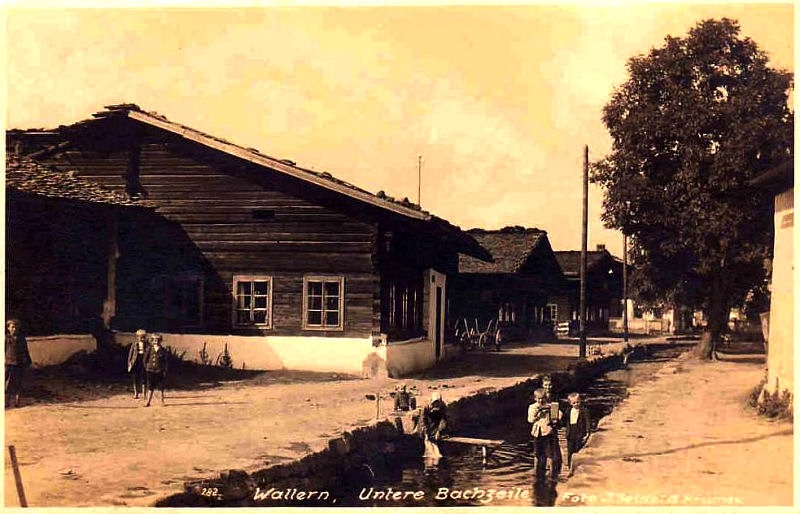
Volary, historická pohlednice

Porovnáme-li Josefa Wolfa a Josefa Seidela je možno s odstupem času konstatovat, že zatímco Josef Wolf byl ve své fotografické tvorbě ovlivněn secesním piktroialismem tak Josef Seidel při své práci více využíval technologii barevné fotografie. Josef Seidel byl vůbec jedním z prvních fotografů na území českých zemí, jenž vydával barevné pohlednice pořízené první barevnou technikou tzv. autochromu. Zároveň byl zřejmě prvním fotografickým profesionálem, jenž na Šumavě pořizoval barevné fotografie.
Tematicky si Josef Seidel a Josef Wolf byli velice blízcí (oba na svých snímcích především zachycovali život místních lidí a přírodní krásy Šumavy), ale Josef Seidel množstvím záběrů Josefa Wolfa výrazně předčil.

### Druhá polovina 80. let 19. století
Druhá polovina 80. let 19. století disponovala asi čtyřmi sty různých fotografických záběrů (pohledů) s šumavskou tematikou a to od výše uvedených fotografů ve formátech, které se pohybovaly od malé vizitky do alba, větší kabinetky, stereofotografie do kukátka až po velkoformátové pohledy určené pro výzdobu interiéru (jako grafické listy). Fotografickou cestou byly rozmnožovány i kresby. Zájem veřejnosti o snímky s šumavskými motivy byl velký a z obchodního hlediska investice do tohoto artiklu nepředstavovala žádné obchodní riziko. Navíc popularitu Šumavy propagovaly i vydávané publikace (průvodci):
- Autor: profesor Heinrich Moritz Willkomm; název: Der Böhmerwald und seine Umgebungen. Ein Handbuch für Reisende. (Šumava a její okolí. Průvodce pro cestovatele.); Vydavatel: Karel Ferdinand Bellmann, Praha 1878; jazyk: němčina; Poznámka: bez fotografií[2]
- Autor: František Adolf Borovský; název: Řivnáčův průvodce po Šumavě: zevrubný popis celé Šumavy, jejích svahů, blízkých důležitých měst a krajin a pohoří Novohradského, sepsal František Adolf Borovský; prohlédnul a doplnil Jan Krejčí.; Nákladem knihkupectví Františka Řivnáče v Praze, 205 stran, vyšlo i německy; (bez fotografií); Poznámka: Reprint této publikace byl vydán nakladatelstvím Baset v Praze v roce 2002.[2]

### Alphons Adolph
V roce 1889 přišel ze Žitavy do Pasova fotograf Alphons Adolph (1853-1934).; Místopisné série šumavských snímků od Alphonse Adoplha byly koncem 19. století nejpestřejší a tento fotograf patřil v té době mezi nejvýznamnější vydavatele pohledů na Šumavu.

### František Krátký

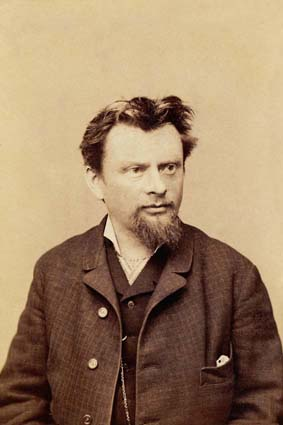
František Krátký (1851–1924)

Na přelomu 80. a 90. let 19. století fotografoval na Šumavě i František Krátký (1851–1924) z Kolína nad Labem (tam měl i svůj fotoateliér). Část jeho tvorby obsahuje i nejstarší fotografie Šumavy záměrně oživované lidskými postavami. Jeho specialitou byly stereo fotografie a František Krátký neměl tehdy v jejich vydávání v českých zemích podstatnější konkurenci. (Některé z Krátkého pohledů byly i kolorované.) Oproti většinovému přístupu dřívějších fotografů Šumavy, kteří pořizovali záběry bez lidských postav (stafáže), zastával František Krátký názor, že do snímku regionu (Šumavy) patří i jeho obyvatelé, jenž v něm žijí. Právě fotografu Františku Krátkému patří prvenství v záběrech, kde jsou zachyceni obyvatelé Šumavy ve svých všedních každodenních situacích. Na Krátkého snímcích sice lidé většinou nehnutě stojí (a vyčkávají po dobu fotografické expozice, která nebyla díky pokroku fotografické techniky dlouhá), ale zásluhou autentického prostředí (o autenticitu fotografií začínal být na přelomu 80. a 90. let 19. století zvýšený zájem) jejich „strnulost“ neruší a celkově snímek působí většinou velmi přirozeně. Katalog Františka Krátkého z roku 1893 obsahuje 70 fotografií Šumavy, celkově je počet Krátkého záběrů Šumavy odhadován na asi 100. Krátký patří spolu s Karlem Kuklíkem mezi autory asi největšího počtu šumavských fotografií s „lesní a pralesní“ tematikou.

František Krátký – ukázka z fotografické tvorby
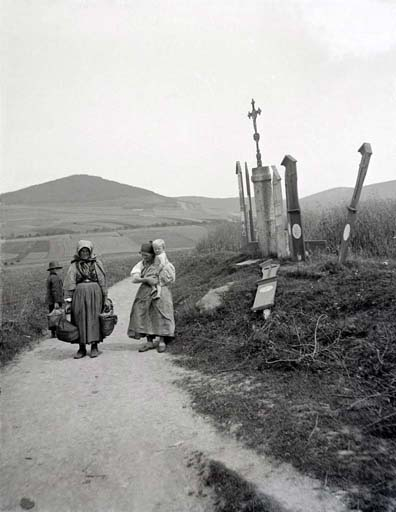
Cestou z trhu - umrlčí prkna; Šumava; kolem roku 1892
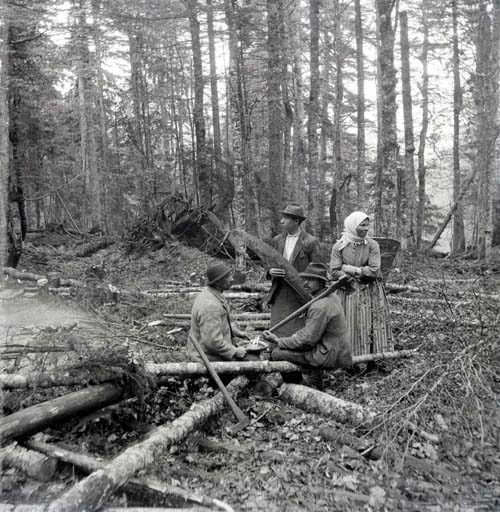
Dřevorubci; Šumava; kolem roku 1890
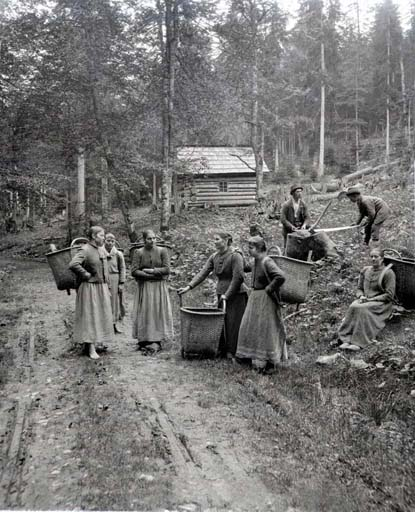
Sběr trávy; Šumava; kolem roku 1890
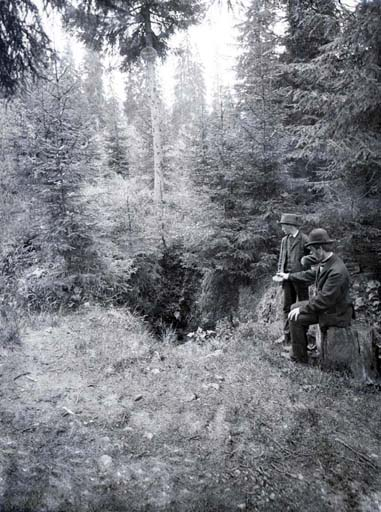
Pramen Vltavy (kolem roku 1880)
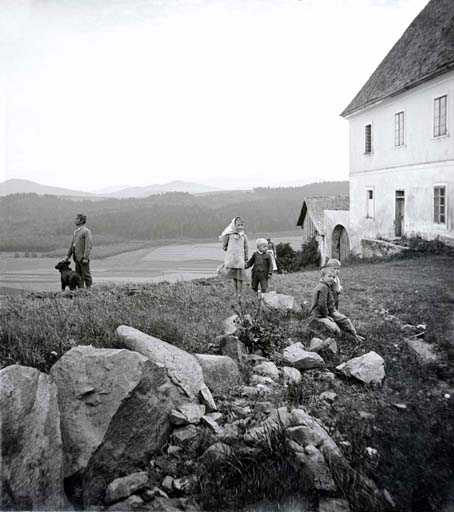
Neznámá usedlost; Železná Ruda; kolem roku 1880
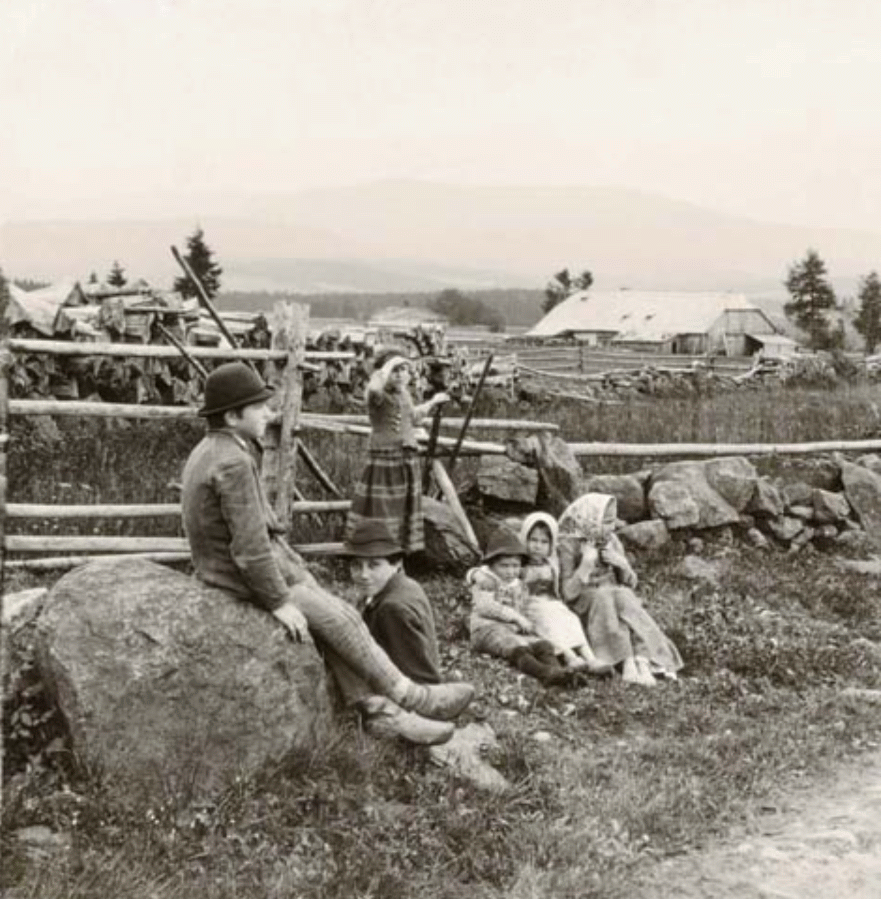
Šumava; Třístoličník; kolem roku 1892

### Amatérská fotografie (E. Strouhal)
Proměny životního stylu na Šumavě, sport, rekreace, cestování, společenský a technologický pokrok to vše akcentovalo i fotografování jako zálibu neprofesionálních fotografů – fotoamatérů. Profesionální fotografové se i nadále věnovali ateliérové fotografii, záběrům určeným pro oficiální zpravodajství, případně zakázkové dokumentaci pro výrobní podniky a na Šumavě stále zajišťovali i převažující část produkce pohlednic. Spontánní amatérské záběry se po přelomu 19. a 20. století staly velice cenným dokumentárním svědectvím nejen o tehdejších proměnách životního stylu, ale i o každodenním životě místních obyvatel na Šumavě. V 90. letech 19. století zachytil systematicky svým fotoaparátem práci chodských dřevorubců amatérský fotograf – ředitel velkostatku v Koutě u Domažlic E. Strouhal.

### Wenzel Faber (Prachatice)
Další fotografické ateliéry vznikaly v posledním desetiletí 19. století ve městech a logické bylo, že jejich místní provozovatelé či vlastníci – profesionální fotografové – pořizovali i exteriérové fotografie svého města a jeho okolí. Původně vyučený sládek Wenzel Faber (1850–1928) si fotografický atelier původně otevřel v roce 1892 v Dobřanech. Do rodných Prachatic přišel roku 1896 a stal se zde nejvýznamnějším fotografem. Dokumentoval prachatické domy, slavnosti a každodenní život místních obyvatel.

### Rudolf Dürhammer, Felix Pohl (Vimperk)
Ve Vimperku se před rokem 1897 stal fotografem (původním povoláním drogista) Rudolf Dürhammer (1852–????), který pořídil velké množství snímků Vimperka a jeho okolí. Významnějším vimpereckým fotografem byl ale Felix Pohl (1878–1961). Ten ve Vimperku po roce 1901 převzal v čísle popisném 62 fotostudio Helios a v meziválečných letech 1923 až 1930 vykonával (jako jeden z mála fotografů v českých zemích) i funkci starosty. Z roku 1903 se dochovaly první Pohlovy fotografie z Vimperka. V roce 1914 získal Felix Pohl kinematografickou licenci, díky níž mohl v sále hotelu Wieser promítat filmy. V roce 1925 zbudoval ve Vimperku první kino, kde byl v roce 1931 promítnut ve Vimperku první zvukový film. Fotografická pozůstalost Felixe Pohla zůstala uložena ve vimpereckém muzeu.

### Joža Pospíchal (Sušice)
V Sušici působil i propagátor Šumavy a turistiky – knihkupec, fotograf, vydavatel a nakladatel pohlednic Joža Pospíchal (1883–1968), který se snažil umělecky ztvárnit šumavský region.

### Tištěná podoba snímků (Jan Nepomuk Langhans)

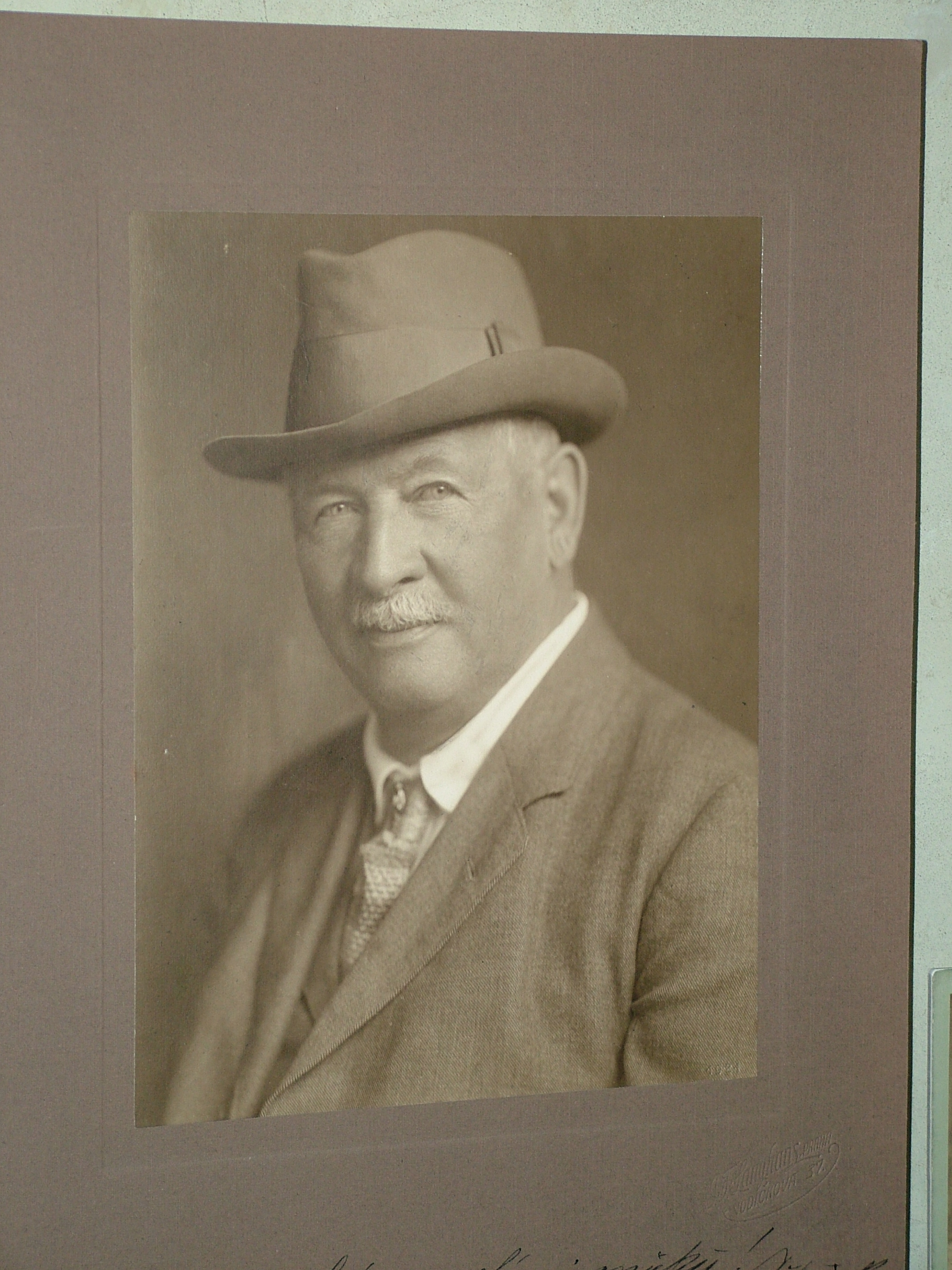
Jan Nepomuk Langhans (1851–1928)

Kromě pohlednic (rozmnožovaných technologií litografie či světlotisku) se na přelomu 19. a 20. století začaly šířit k veřejnosti fotografické záběry i v tištěné podobě (časopisy, knihy). Známý pražský portrétní fotograf Jan Nepomuk Langhans (1851–1928) byl mezi prvními vydavateli pohlednic Šumavy rozmnožovanými technologií světlotisku. Po přelomu 19. a 20. století se objevila „pohledenice“ jako nová komodita mezi sběrateli.

### Další fotografové I.

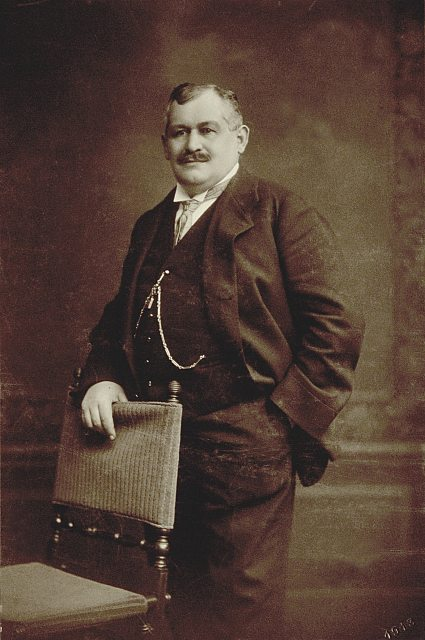
Rudolf Bruner-Dvořák (1864–1921)

Vývoj kvalitních tiskových technik umožnil realizaci knižních projektů doplňovaných fotografiemi. V letech 1896 až 1898 vycházel postupně „po sešitech“ projekt „Letem českým světem“ s fotografiemi Jindřicha Eckerta, Josefa Seidela, Josefa Taubera (fotografa z Domažlic) a Jana Příbramského z Českých Budějovic. Další knižní projekt „Království české“ obsahoval ve svazcích, jenž se týkaly Jižních a Jihozápadních Čech, dokonce fotografie od 17 různých autorů (fotografů). Mezi nimi byli i známí fotografové z Českého klubu fotoamatérů v Praze: František Mrskoš, Eduard Petrák a Ing. Jan Plischke.
Mezi dalšími fotografy Šumavy možno uvést i fotografa, jenž používal pseudonym „ředitel Kadlec“; zakladatele žurnalistické fotografie a průkopníka fotografické reportáže v českých zemích Rudolfa Bruner-Dvořáka (1864–1921, Praha) či učitele z Horažďovic Karla Němce (a jeho přítele rodáka z Horažďovic – piktorialistu Karla Nováka). Na Šumavě amatérsky fotografoval i český malíř, grafik, ilustrátor, sochař, řezbář a také spisovatel a básník Josef Váchal (1884–1969). K prvním amatérským barevným fotografickým snímkům ze Šumavy patří i záběry českého vědce a průkopníka barevné fotografie Karla Šmirouse (1890-1981). Karel Šmirous byl o třicet let mladší než Josef Seidel, oba se narodili v Českém Krumlově, první fotografické zkušenosti získal Šmirous v Seidelově ateliéru. Oba fotografové pořizovali snímky Českého Krumlova a fotografovali i v Boubínském pralese.
Archivy regionálních muzeí obsahují i cenné historické snímky dalších místních fotografů:
- Christiana Schmidta;[3]
- členů rodiny Kopelentovy ze Sušice;[3]
- fotografa Lutze z Kašperských Hor[3] a
- fotografa Macka taktéž z Kašperských Hor.[3]

### Doba mezi 1. a 2. světovou válkou
Mezi charakteristické rysy meziválečné doby je nutno uvést v prvé řadě:
- rozmach amatérské fotografie,
- stabilizace předválečných fotografických firem, na jejichž bedrech spočívalo ponejvíce pořizování obrazového svědectví z meziválečné Šumavy, a
- jen nevelké rozšiřování počtu dalších profesionálních fotografických firem.

S muzeem v Kašperských Horách spolupracoval na přelomu 30. a 40. let 20. století fotograf – krajinář – Max Nowak (1881–1956) z Drážďan.
Díky vlastivědnému snažení tehdejších městských muzeí v Kašperských Horách a v Sušici se podařilo v jejich sbírkách soustředit jak jedinečné fotografie z aparátů profesionálních fotografů, tak i záběry četných anonymních amatérských fotografů.

#### Max Jonák
Na Šumavě koncem 20. let 20. století pořizoval krajinné snímky i kameraman Max Jonák (* 1885 Praha – 1931 Plzeň). Vyučil se sice strojníkem, brzy se však začal věnovat filmu a vykonával profesi promítače a později kameramana hraných filmů. V roce 1918 natočil s kameramanem Oldřichem Ochtábcem (* 1894) propagační krátkometrážní film Na pomoc Dohodě a společně s kameramanem Františkem Macounem (* 1898) pak filmy Šestnáctiletá (1918) a Tanečnice (1919). V letech 1921 až 1929 působil Max Jonák jako reportér u filmové výrobny Bratři Deglové (společnost založili bývalí společníci Lucernafilmu kameraman a režisér Karel Degl a Emanuel Degl v roce 1919), kde natočil film VIII. všesokolský slet (1926) a dokumentární Praha v záři světel (1928). V roce 1926 pracoval Max Jonák na filmu Na letním bytě. Na svém kontě má řadu vydaných černobílých pohlednic se svými šumavskými fotografiemi. Pohlednice byly označeny jako dopisnice KČST (Klubu Československých turistů) a vydal je (kolem roku 1928) Joža Pospíchal (1883–1968) – knihkupec v Sušici na Šumavě.

Ukázka z pohlednicové tvorby Maxe Jonáka
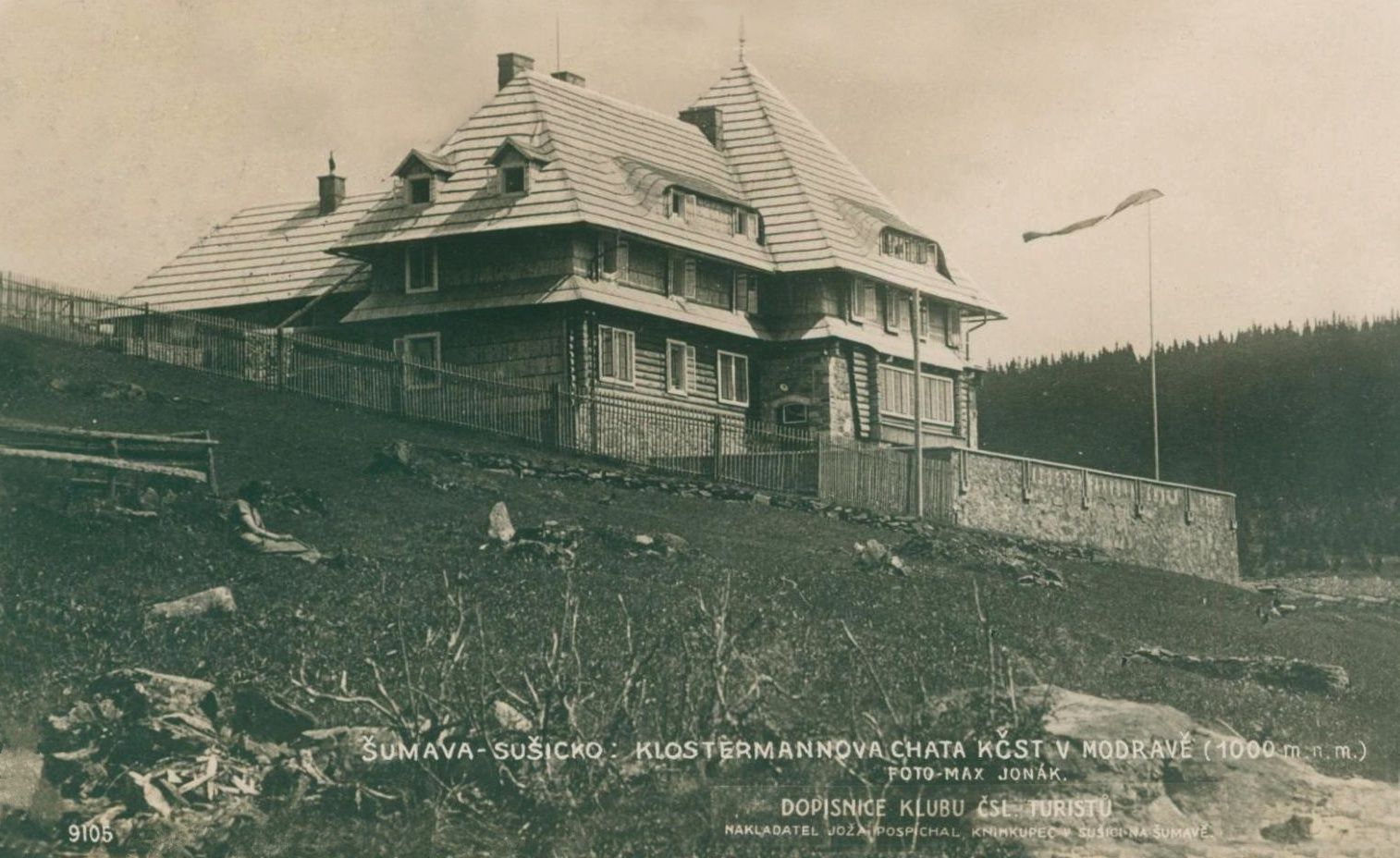
Klostermannova chata v Modravě
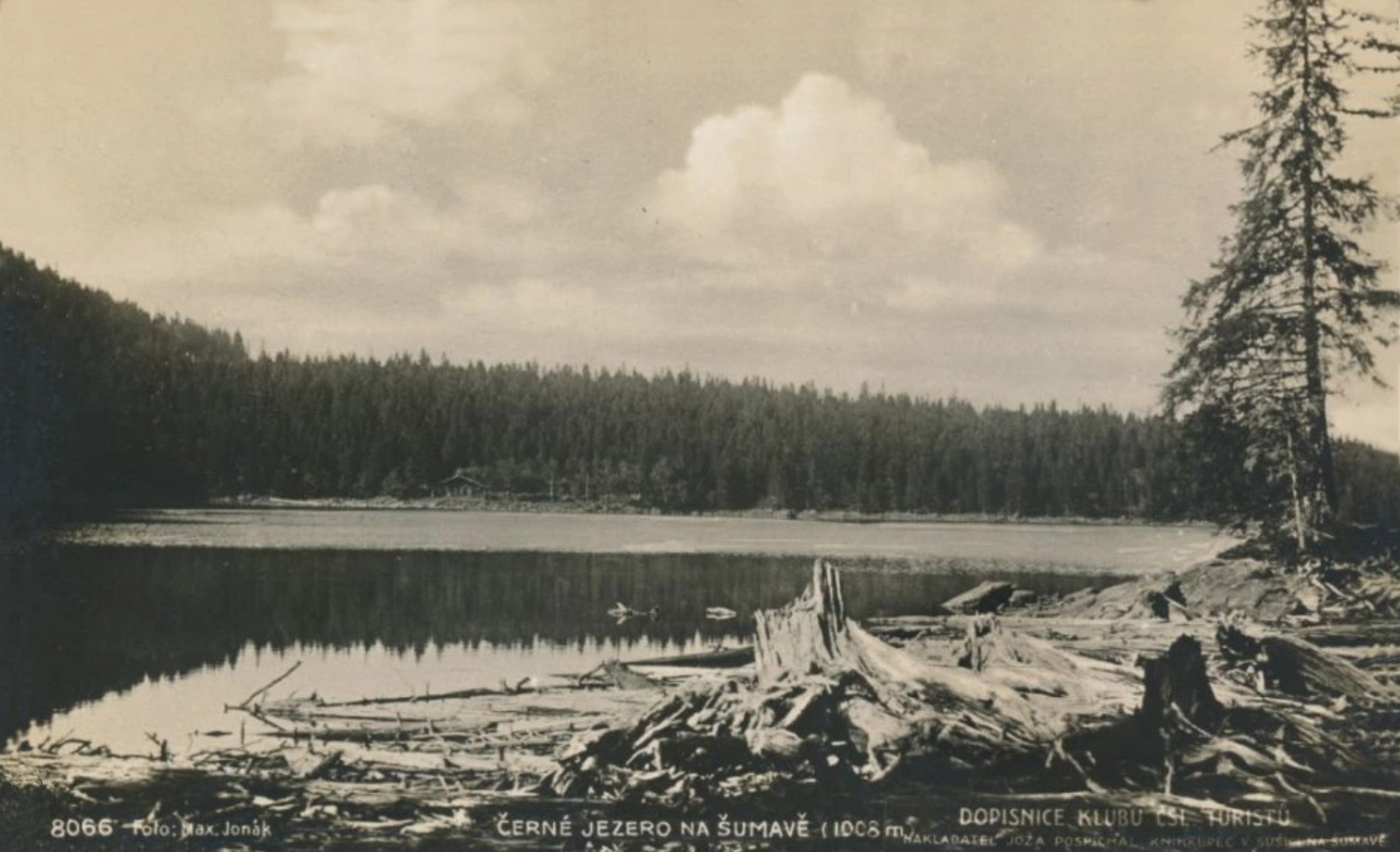
Černé jezero
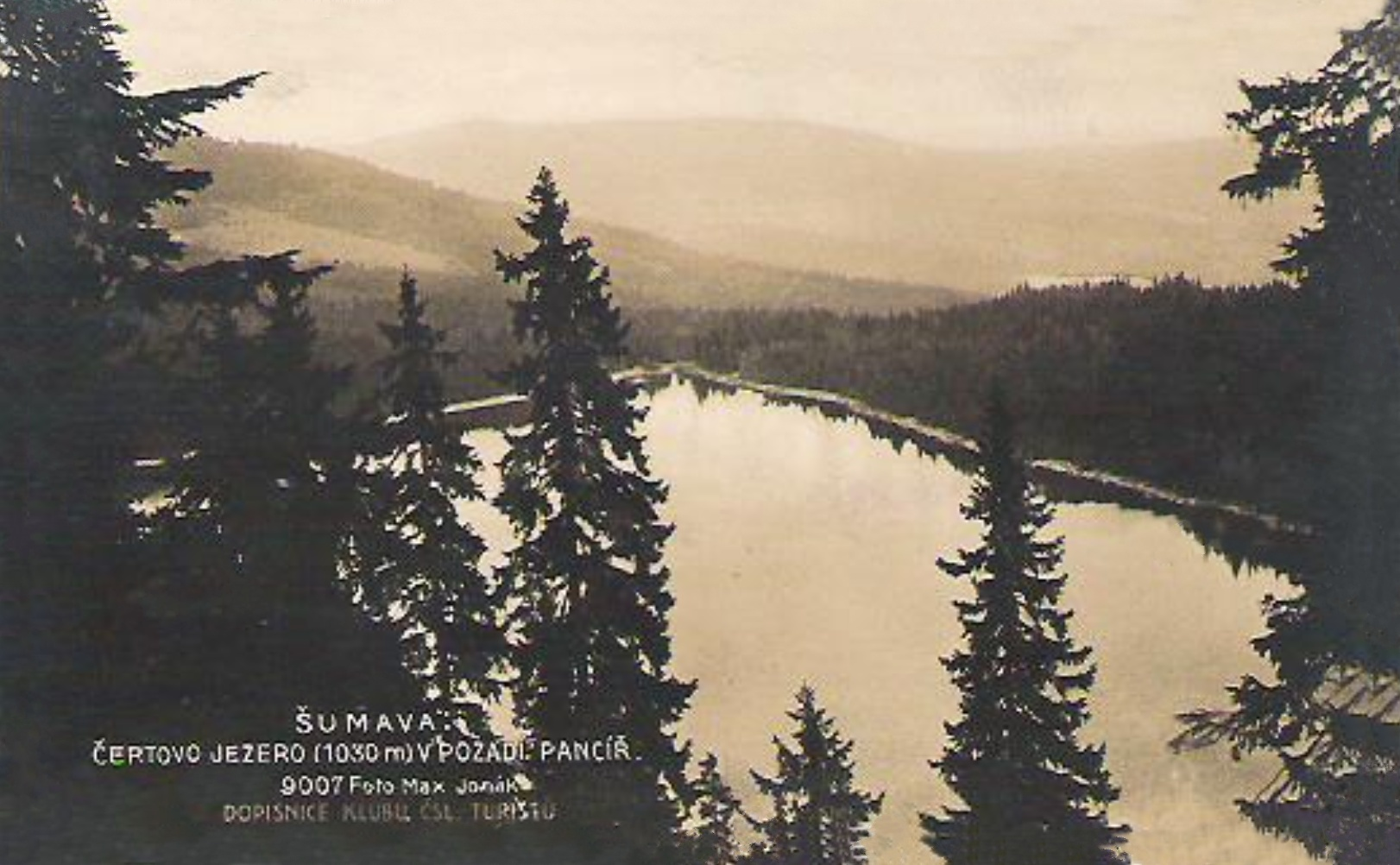
Čertovo jezero
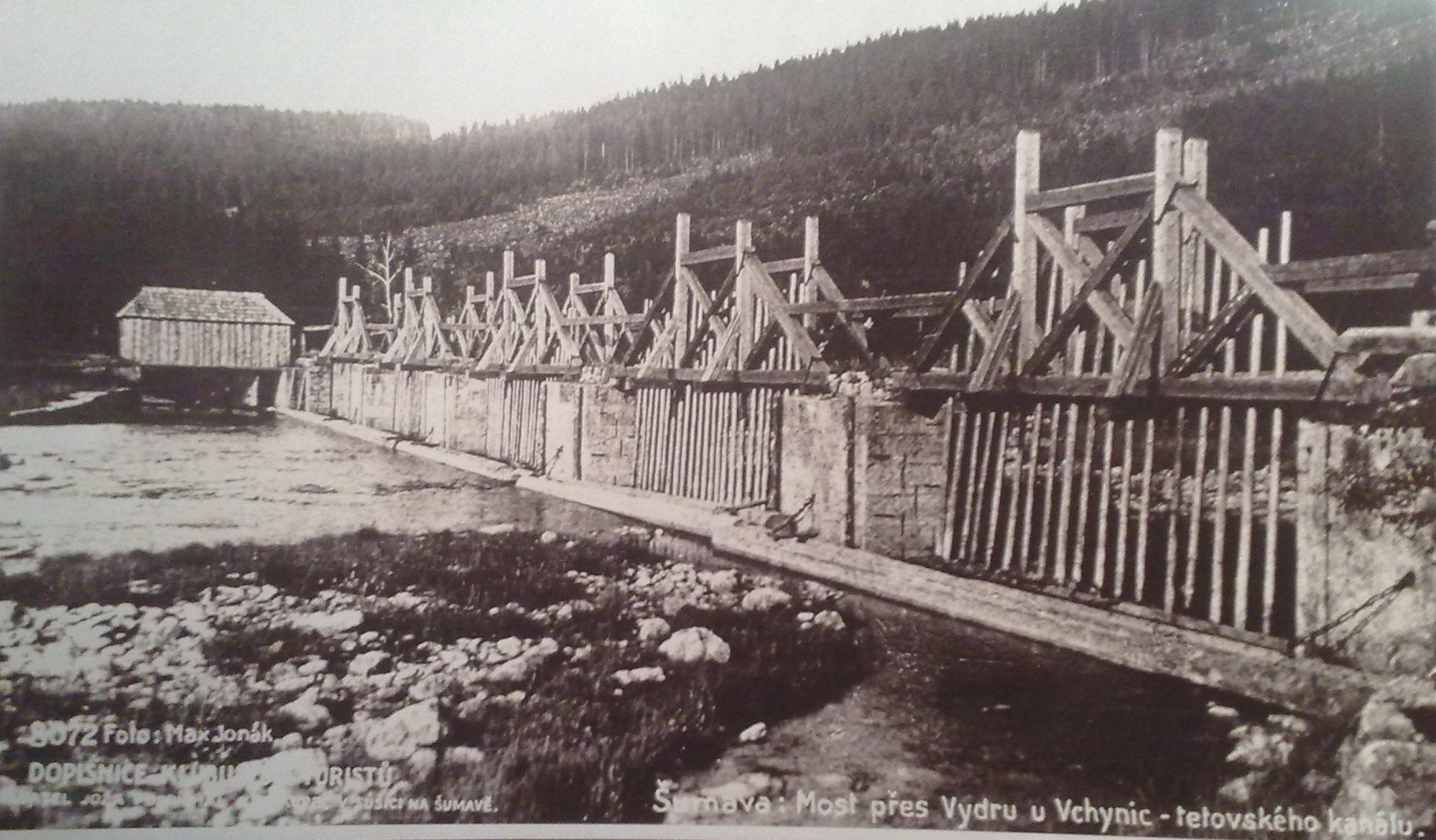
Hradlový most – Rechle u Modravy

### Po druhé světové válce
Po roce 1945 došlo k poničení řady fotografických pozůstalostí a po únoru 1948 pak k náhradě fotografických živností komunálními fotografickými službami. Toto (spolu s odsunem německého obyvatelstva a následnou likvidací mnoha šumavských pohraničních vesnic) znamenalo citelný zásah do přirozené kontinuity vývoje takřka ve všech oblastech života šumavského regionu. Poválečná vlna řízeného osidlování pohraničí lidmi z vnitrozemí pak nadlouho zpřetrhala i zdejší předivo lidských vztahů a zamíchala osudy zbylého původního obyvatelstva.

#### Čestmír Krátký
Český fotograf, historik umění, etnograf, výtvarný kritik, kurátor a pedagog fotografie Čestmír Krátký fotografoval Boubínský prales koncem 50. let 20. století. Během pobytu na Šumavě jako etnograf shromáždil Čestmír Krátký na tisíc nápěvů i písňových textů rumunských Slováků. V té době začal spolupracovat s fotografem Karlem Plickou a společně vytvořili soubor fotografií z Boubínského pralesa a Mrtvého luhu. Krátký fotografoval za mlhy, kdy stačilo najít nějaké zajímavé místo, nejčastěji jakýsi vyvrácený kořen nebo zvláštní spletenec větví a rázem se tento objekt stal na snímku „fantaskní děsivou příšerou“ obklopenou trochu neskutečným snově-pohádkovým prostředím.

#### Karel Kuklík

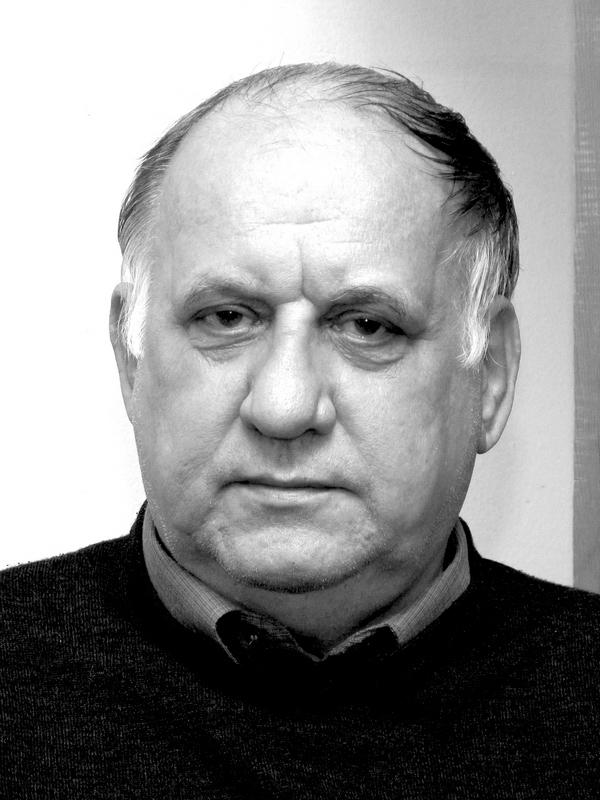
Karel Kuklík (1937–2019)

Český fotograf Karel Kuklík (1937–2019) (zařazovaný mezi výtvarníky ovlivněné abstraktními a surrealistickými tendencemi a také mezi autory vytvářející díla se silným existenciálním nábojem) se na Šumavu zaměřoval v 60. letech 20. století. Jeho fotografie Šumavy jsou prezentovány v knize Šumava. Zdejší krajinu zachycuje nejen z topografického pohledu, ale přidává i fantazijní asociace spojené s vnitřním prožitkem člověka, cítícího sounáležitost s šumavskou přírodou.

#### Pavel Nešleha
Český malíř, kreslíř, grafik a fotograf Pavel Nešleha se v letech 1971 až 1996 rád vracel na Šumavu, kde vyhledával neregulovanou přírodu a „divoké“ lokality. Expresivní účinek svých fantazijně a romanticky směrovaných fotografií umocňoval používáním diptychů a triptychů. Souběžně s fotografováním se věnoval i malířské a kresebné praxi. Během 80. let 20. století přerostlo jeho fotografování do samostatné umělecké reflexe. Nešleha se trpělivě a opakovaně vracel na zájmová místa, aby zde vyčkal na správnou chvíli pro expozici, aby celková atmosféra výsledného snímku rezonovala s jeho vnitřní náladou a cílovou představou. Svoje snímky často koloroval, tónoval nebo světelně upravoval s cílem zdůraznit vnitřní prožitek z daného místa. Tímto způsobem vznikly a byly postupně rozvíjeny Nešlehovy fotografické cykly: Šumava, Popelná, Vydra.

#### Sláva Štochl
Český fotograf Sláva (Jaroslav) Štochl začínal fotografováním sportu. Ve svých sedmnácti letech dosáhl prvního úspěchu, když jeho snímky otiskl sportovní týdeník Star, pro který pak fotografoval sportovní reportáže. V květnu 1945 dokumentoval Pražské povstání. Po druhé světové válce se věnoval fotografování přírody, zejména ryb, a myslivecké tematiky. Na Šumavě se Štochl věnoval fotografování míst kolem toku řeky Vltavy. Z konce 60. let 20. století pocházejí Štochlovy černobílé snímky Mrtvého luhu, údolního rašeliniště na soutoku Teplé a Studené Vltavy.

### Další fotografové II
Mezi další fotografy, kteří pořizují snímky v divoké přírodě Šumavy, dlužno zahrnout i fotografa a kameramana Pavla Berkoviče (* 1977) a českého kameramana, zvukaře a režiséra Davida Cysaře (* 1975). Oba absolvovali FAMU; jejich společnou prací vznikl výstavní soubor „Lybyrintem“, který čítá 23 děl; Šumavou se zabývá velkoformátová černobílá fotografie „Povltaví (Šumava)“.
Leteckým snímkům Šumavy se věnuje plzeňský profesionální fotograf Milan Váchal, který je také autorem kalendářů, katalogů, billboardů, pohlednic a dvou knih (Fotoobrazy: Plzeň a okolí; Šumava kouzelná a umírající). Šumavu zachycuje na svých snímcích i českobudějovický krajinářský amatérský fotograf Petr Moravec.
Poněkud neobvyklým fotografem Šumavy je i básník, meteorolog, spisovatel, výtvarník a fotograf Roman Szpuk (* 1960). Od roku 1998 pracuje jako pozorovatel počasí na Churáňově a v rámci svého zaměstnání se specializuje na fotografie vzácných meteorologických a atmosférických jevů. (Spolupracuje i s českými amatérskými lovci bouří.)
Dalším fotografem Šumavy, Alp, Dolomitů a české krajiny je šumavský rodák (původem ze vsi poblíž Zadova) a milovník přírody Jiří Albrecht.
K šumavským fotografům se zařadil od poloviny roku 2009 i volarský fotograf Jiří Plachý – nositel titulu Autor Svazu českých fotografů (ASČF).
Výraznou fotografickou osobností jižních Čech a Šumavy je sušický fotograf, regionální publicista a autor povídek Jan Kavale.
Ve výčtu šumavských fotografů nelze opominout ani amatérského fotografa, ornitologa, vlastivědného pracovníka, sběratele, novináře a publicistu MVDr. Ivana Prokopa, který působil jako veterinář ve Vimperku a v důchodu se zabývá historií v rodném městě Polná a jeho okolí.
Dalším z řady je strakonický fotograf šumavských přírodních a krajinných motivů Mgr. František Janout. Absolvent Pedagogické fakulty a původním povoláním informatik se od 60. let 20. století věnuje nekomerčnímu fotografování přírody a krajiny, pracuje pro informační server Šumava Net, působí v redakční radě časopisu Šumava a úzce spolupracuje se Správou Národního parku (NP) a Chráněné krajinné oblasti (CHKO) Šumava. Z vybraných snímků Šumavy sestavil dva fotografické cykly s příznačnými názvy Šumava bez hranic a Šumavské variace, které tvoří základ jeho výstavnických aktivit.
Fotografem náladových podzimních a zimních záběrů šumavské krajiny (jejích pralesních interiérů i detailů) je vimperský rodák a fotograf ze Čkyně Vladislav Hošek (Vláďa Hošek). Kromě Šumavy pořizuje snímky přírody v evropských národních a přírodních parcích ale také v jeho portfoliu nechybí ani velehorské fotografie z oblasti Himálají (Nepál). Je autorem nejméně sedmi obrazových (více než stostránkových) publikací, asi stovky různých stolních i nástěnných kalendářů s převážně šumavskou tematikou a 360 titulů různých pohlednic (s celkovým nákladem jeden milion kusů).

Někteří (z dalších II) fotografů Šumavy
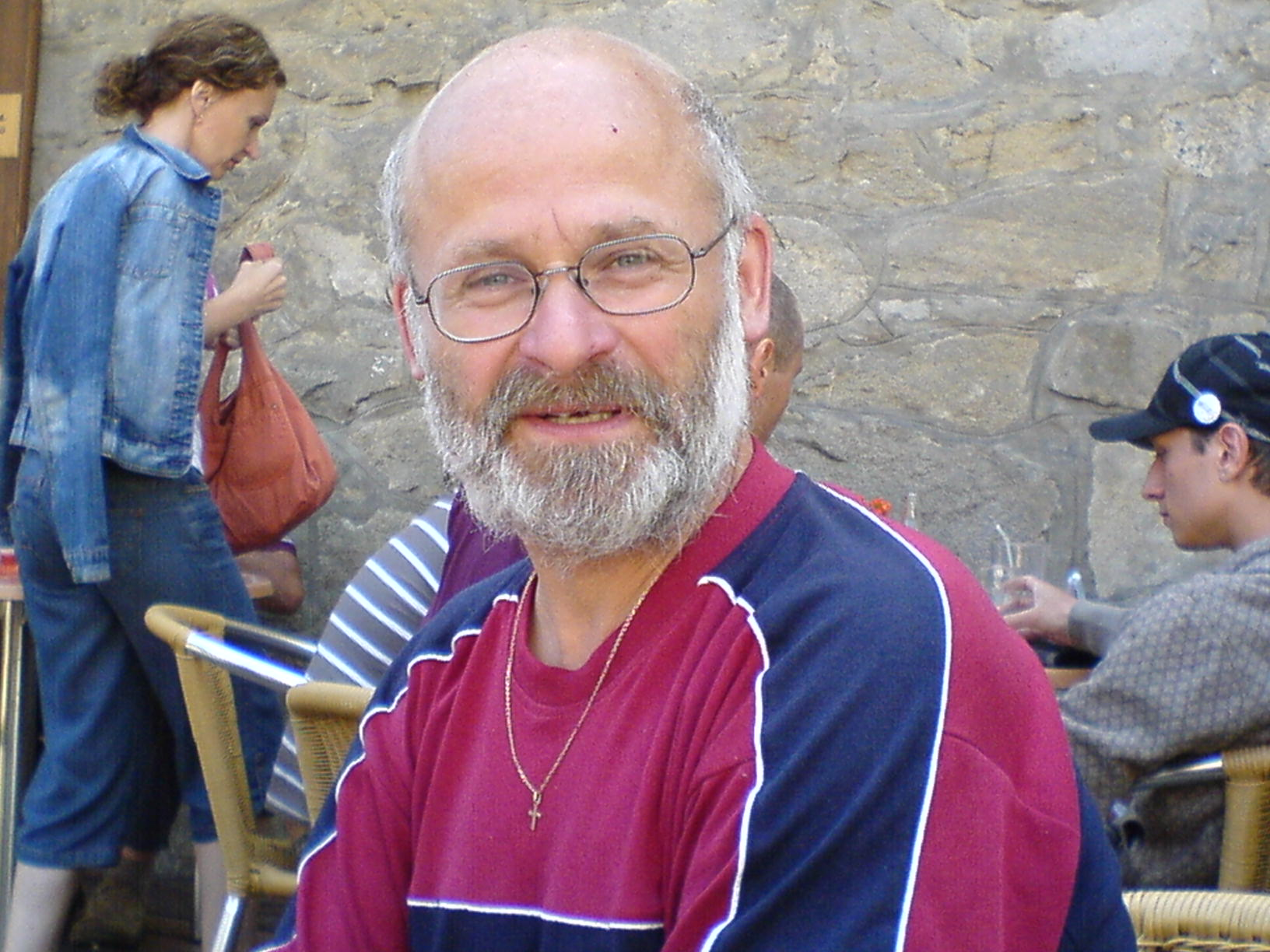
Roman Szpuk
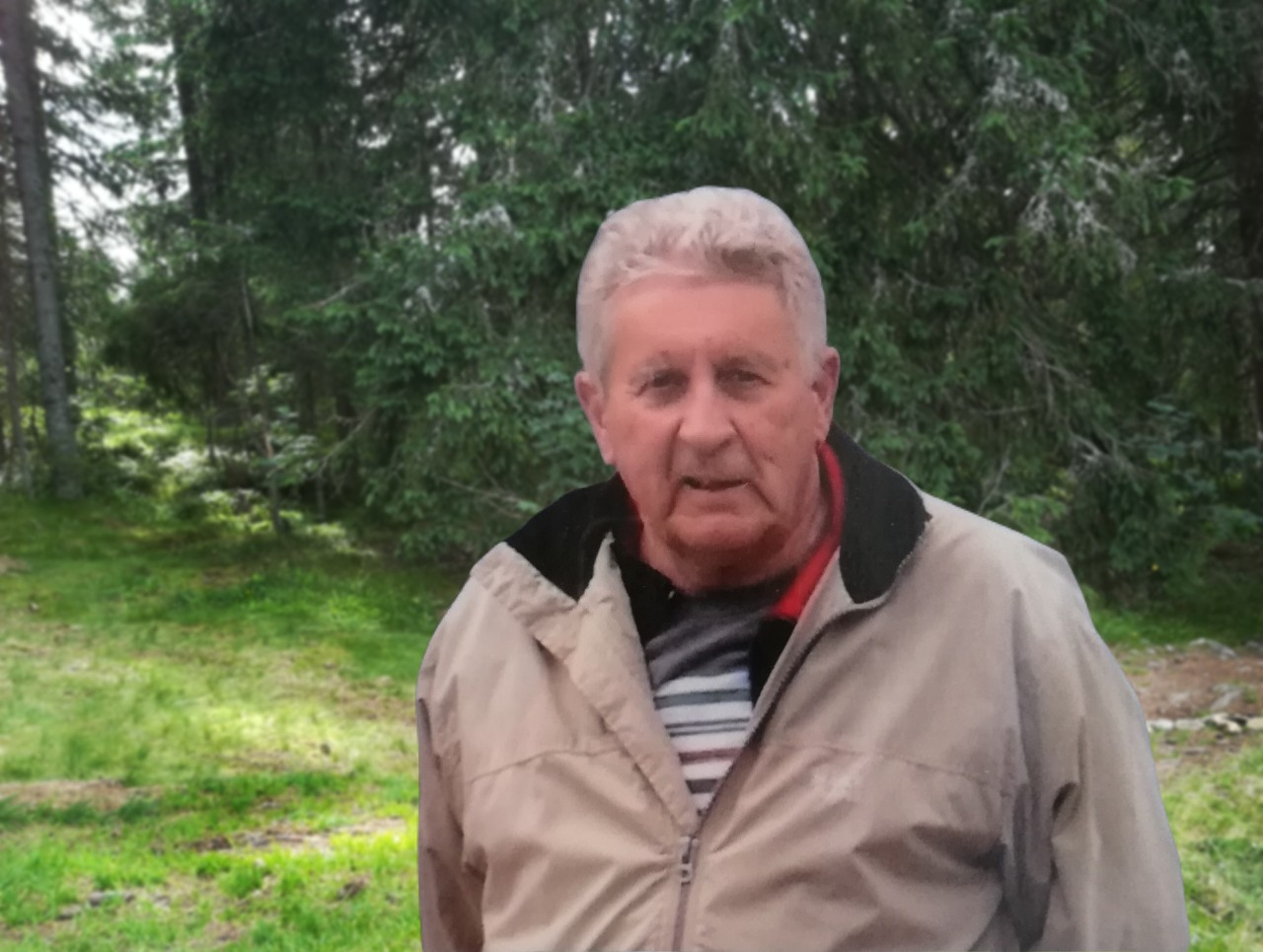
Ivan Prokop
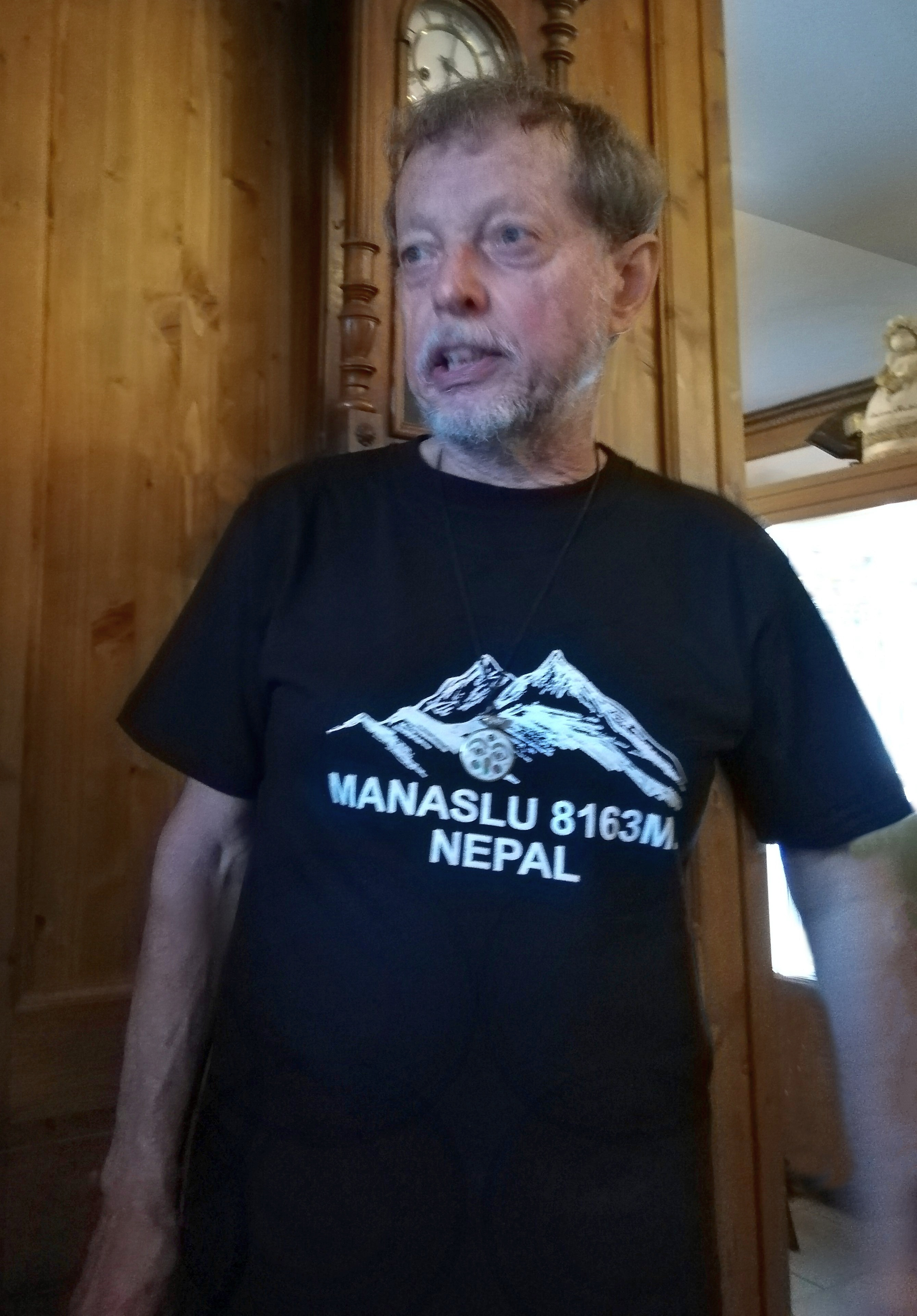
Vladislav Hošek

#### Pavel Semerád
Pavel Semerád (* 10. února 1974 Klatovy) je klatovský krajinný fotograf se zaměřením na záběry Šumavy. Jeho fotografická tvorba byla ovlivněna snímky a publikacemi českého krajinářského fotografa Martina Milforta (* 6. května 1940 Sušice) – autora uměleckých fotografií Šumavy. Jako fotograf - samouk - začal Semerád svoje snímky veřejně prezentovat v roce 2013 poté, co Martin Milfort přestal vydávat kalendář Šumavy. Semerád vydává ve spolupráci se spolkem Šumavské cesty nástěnné kalendáře s barevnými fotografiemi Šumavy každoročně již od roku 2015. Část výtěžků z prodeje této komodity je použita na podporu projektů tohoto spolku. Ze svých snímků také zhotovuje na zakázku fotoobrazy (plátno, fotopapír, libovolné desky). Ve své tvorbě preferuje realistické zachycení krajiny, má rád černobílou fotografii, kterou ale komerčně výrazněji neuplatňuje.

## Knihy s tematikou Šumavy a fotografie

### Německy psané
- Paul Praxl: Die Photographishe Entdeckung des Böhmerwaldes. 1981, (publikace byla zveřejněna u příležitosti výstavy v Muzeu Šumavy v Pasově)[1]
- JORDAN, Ingeborg. Photographie im Böhmerwald 1880–1940. 2. rozšířené. vyd. Steyr: W. Ennsthaler: Ennsthaler GmbH, 1984. 306 s. ISBN 978-3850681698. (německy)[1][45]
- Marie Frank: Land und Leut im mittleren Böhmerwald in alten Fotos. 1985[1]
- Reinhold Fink: Gruß aus dem Böhmerwald / Farbige alte Ansichtskarten, 1988, nakladatelství: Morsak-Verlag[1]

### Česky psané
- SCHEUFLER, Pavel. Šumava: Šumava na nejstarších fotografiích = Šumava in the oldest photographs = Der Böhmerwald auf den ältesten Photographien. Vydání 1. Praha: Baset, 2003. 166 stran; ISBN 80-86223-79-5.[1]
- STARÝ, Václav. Stará Šumava = Der Alte Böhmerwald. 1. vydání Vimperk: Nakladatelství Tiskárny Vimperk, 1991. 231 stran; ISBN 80-900807-1-5.[1]
- REBSTÖCK, Radovan. Šumavou za technickými památkami. 1. vydání Sušice: Radovan Rebstöck, 1992. 72 stran; ISBN 80-85301-17-2.[1]
- REBSTÖCK, Radovan. Šumavou za technickými památkami. 2. vydání Sušice: Radovan Rebstöck, 1998. 71 stran; ISBN 80-85301-61-X.
- MARTAN, Miloslav a PŘEDOTA, Miroslav. Šumava na starých pohlednicích I = Der Böhmerwald auf alten Ansichtskarten I. 3. přepracované vydání, V Pyramidě 1. Zdíkov: Pyramida, 1996. 264 stran; ISBN 80-902085-2-5.[1]
- MARTAN, Miloslav. Šumava na starých pohlednicích II = Der Böhmerwald auf alten Ansichtskarten II. 1. vydání Zdíkov: Pyramida, 1997. 270 stran; ISBN 80-902085-2-5.[1]
- VÁVROVÁ, Jaroslava. Kapitoly z minulosti Kvildy. 1. vydání Kvilda: J. Vávrová, 1999. 63 stran; ISBN 80-238-4784-8.[1]
- VÁVROVÁ, Jaroslava. Kapitoly z minulosti Kvildy. 2. rozšíření vydání Kvilda: Jaroslava Vávrová, 2005. 141 stran; ISBN 80-239-5105-X.
- KUKLÍK, Karel a MRÁZ, Bohumír. Šumava = Der Böhmerwald. Překlad Peter Zieschang. Praha: Kuklik, 1993. (70) stran; ISBN 80-901566-0-6.[1]
- KINTZL, Emil. Zmizelý kousek Šumavy, aneb, Komu za to "dík"? = Ein verlorenes Stück des Böhmerwaldes, oder, Wem gilt der "Dank"?. Překlad Eva Forti. Vydání druhé. Kašperské Hory: Karel Pokorný, 2005. 141 stran. ISBN 80-239-5160-2.[1]
- KINTZL, Emil. O počátcích lyžování na Šumavě slovem i obrazem. Vydání 1. Plzeň: Insyst, 2008. 180 stran; ISBN 978-80-254-1216-9.[1]
- SCHNEEDORF, Stanislav. Příběhy šumavských křížků ze zaniklých osad na česko-bavorském pomezí. Vydání 1. Volary: Stanislav Schneedorf, 2021. 163 stran. ISBN 978-80-270-9493-6.